# Fermiers généraux pendant la Terreur
La Ferme générale est l'une des institutions de l'Ancien Régime qui fut le plus vivement critiquée pendant la Révolution.
Les fermiers généraux en payèrent le prix fort sur l'échafaud : 28 d'entre eux furent guillotinés le 19 floréal an II (8 mai 1794). La question reste posée de savoir si ce procès visait des individus ou bien l'institution à laquelle ils appartenaient.

## Procès des Fermiers ou procès de la Ferme

### Le procès des 31 fermiers - 16-19 floréal anII

#### Les prémices

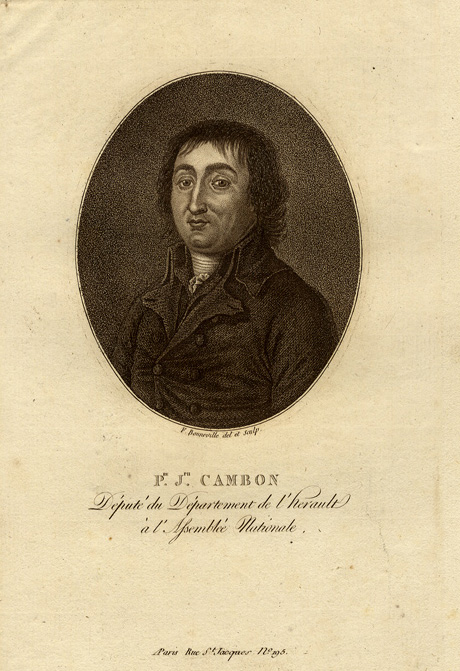
Pierre-Joseph Cambon, (1756-1820)
Estampe de François Bonneville, fin du XVIIIe siècle.

Avec la suppression de la Ferme par la loi d'août 1791 une commission composée de six fermiers, assistés de trois adjoints fut chargée de clore les comptes par les décrets des 21 et 22 juillet 1792. Outre la clôture des comptes de la Ferme, elle était chargée de toutes les opérations de liquidations. Il fallait gérer les droits d’entrées qui subsistaient, prendre les mesures pour faire rentrer les arriérés impayés; les difficultés de liquidation furent immenses. Le bail avait été résilié avec effet rétroactif au 1er juillet 1789, extraire des comptes les sommes comptabilisées jusqu'en avril 1791 était déjà chose quasi impossible, de plus la commission ne disposait pas de toutes les pièces. Deux ans après sa mise en place les opérations n'étaient toujours pas terminées. Le 31 décembre 1792, le ministre des finances adresse un long mémoire à la Convention nationale où il expose très clairement le point des travaux, les difficultés rencontrées par les commissaires, les mesures à prendre pour envisager un règlement définitif au début de 1794. Ce mémoire restera sans suite.
À la Convention, des dénonciations violentes à la tribune de Jean-Louis Carra et de Louis Bon de Montaut accusèrent les fermiers généraux de retards volontaires pour dissimuler des bénéfices illicites. De février à juin, les interventions se multiplièrent. Carra, mais aussi André Dupin de Beaumont, qui ne cessait de répéter qu'ils avaient détourné 30 millions dans un seul de leurs comptes, Cambon qui promit une rentrée de 200 millions de livres si on les exécutait. Il fut décidé, sur la proposition de Bon de Montaut, Vadier et de Charles-Nicolas Osselin, d'apposer à titre conservatoire les scellés sur les documents des fermiers et de supprimer la commission chargée de la reddition des comptes. Ce qui eut pour conséquence première d'empêcher la poursuite des travaux de clôture pendant 5 mois.

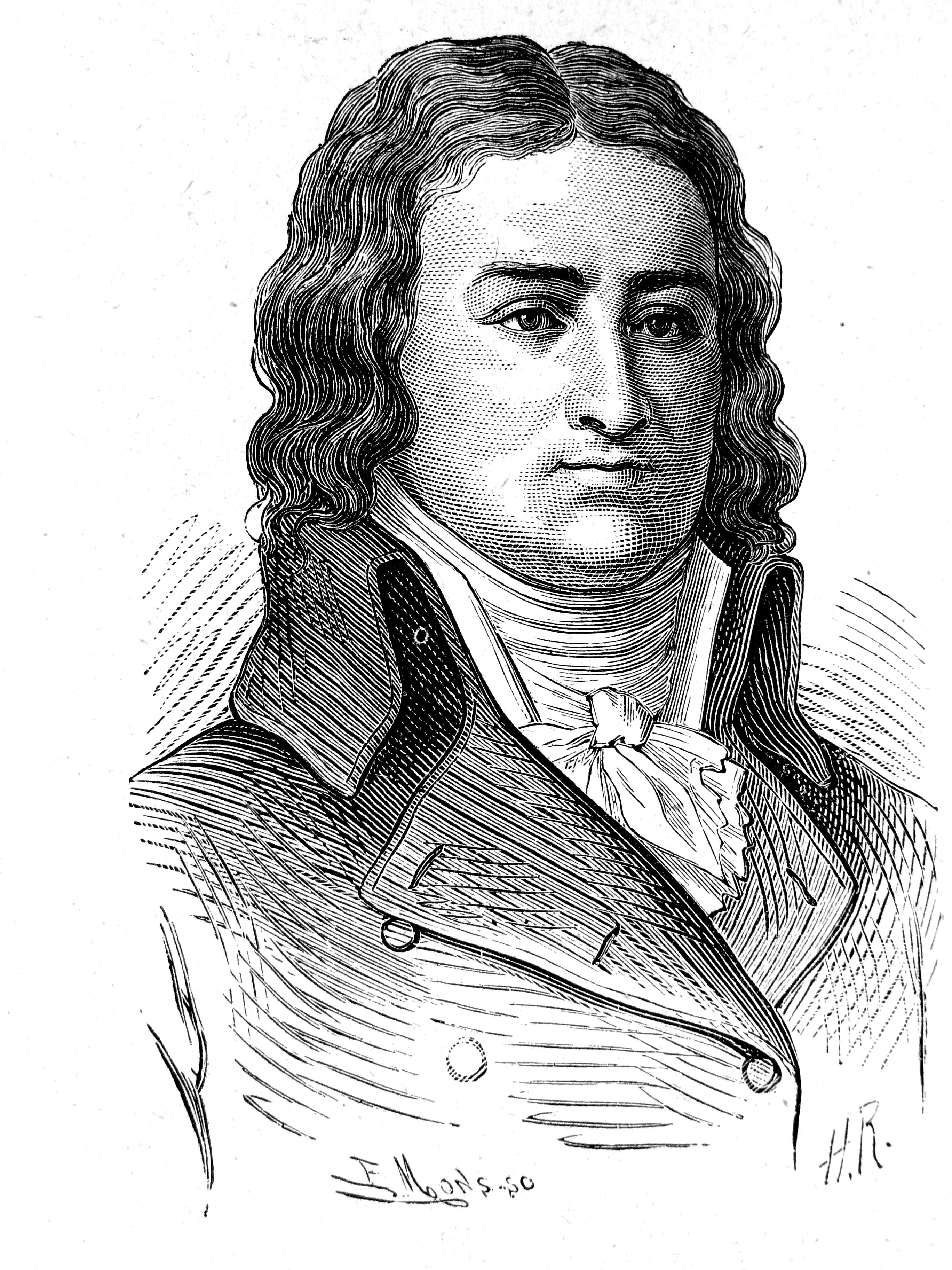
François-Louis Bourdon de L'Oise (album du Centenaire)

Cinq anciens employés de la Ferme dont Gaudot, ancien receveur indélicat qui avait été renvoyé de la Ferme pour un détournement de 500 000 livres, se présentèrent à la Convention et offrirent de découvrir les grands abus dont ils affirmaient avoir eu connaissance. Le 27 septembre, l'Assemblée décida que les 5 dénonciateurs, qui sont nommés réviseurs, auraient à constater les abus et les excès des accusés. La Convention leur promet une indemnité proportionnelle aux malversations qu'ils découvriront.
Le même décret décide, dans son article III, que leurs travaux seraient soumis à la vérification des commissaires à la comptabilité et désigne deux de ses membres dont Dupin, pour veiller à la bonne exécution de ces dispositions
Le 24 novembre, Bourdon de l'Oise demande que les fermiers soient arrêtés, « livrés au glaive de loi si leurs comptes n'étaient pas rendus au bout d'un mois » ; les fermiers furent emprisonnés à la prison de Port-Libre . Le 24 décembre, ils furent transférés à l'hôtel des Fermes, transformé en prison et mis en possession des comptes qu'ils remirent au comité des finances en début de l'année suivante. De son côté, Lavoisier rédigeait un mémoire en défense à partir des questions posées par Dupin. Dans cet exercice, Dupin commence à sortir du rôle qui lui a été assigné par le décret du 27 septembre : il était chargé de veiller à la conduite des travaux par les réviseurs, à la qualité de leurs accusations et des réponses des fermiers généraux. Il n'a pas à poser les questions aux prévenus à la place des réviseurs. Dès le stade de l'instruction, il prend place parmi les accusateurs. Pendant les 5 mois de l'instruction, il maintiendra les accusés dans l’ambiguïté sur son rôle exact. Le mémoire en défense des accusés ne sera pas remis à la commission des finances. Le 23 nivôse an II (12 janvier 1794), Dupin fait prendre un décret préliminaire par lequel la Convention déclarait « qu'il était de son devoir de pas laisser s'altérer le gage national » et ajoute que les biens des fermiers généraux seraient désormais « placés sous la main de la nation [et] administrés par la régie de l'enregistrement comme ceux des émigrés ». Le 28 nivôse suivant, la Convention va encore plus loin en prenant une décision « qui mettait dans les mains de la nation les biens meubles, immeubles et revenus des Fermiers généraux » donc tous les biens des  fermiers des baux David, Salzard et Mager. La finalité du procès est désormais claire : il s'agit de mettre la main sur l'ensemble des avoirs des fermiers généraux. À la dissolution de la Ferme en avril 1791, l'État devenait redevable des avoirs des fermiers à la clôture des comptes. Cette dette représentait une somme de plus de 48 millions de livres. Il est évident que les finances publiques des années 1793-1794 ne pouvaient faire face à une telle dépense. Le mémoire en défense ne sera pas remis aux commissaires à la comptabilité, selon les descendants et parents des fermiers exécutés; Dupin leur aurait fait valoir que la publicité de ce mémoire indisposerait contre eux le comité des finances.

#### L'accusation
C'est encore Dupin qui sera vraisemblablement le rédacteur du mémoire des réviseurs à la commission des finances et dans son rapport à la Convention lors de la séance du 16 floréal an II (5 mai 1794), non seulement il valide la totalité de leurs conclusions mais encore il accable les accusés.
Son réquisitoire  repose sur 8 chefs d'accusation : 
1. Pendant le bail David d'avoir pris des intérêts à 10 et 6 % au lieu de 4 % comme le prévoyait le bail;
2. D'avoir introduit de l'eau dans le tabac dans la proportion d'1/7e;
3. D'avoir abusivement augmenté le prix du tabac râpé;
4. De ne pas avoir versé chaque mois les droits qui leur avait été donnés en régie;
5. D'avoir fait substituer à l'imposition du 1/10e une participation sur les bénéfices;
6. D'avoir sollicité et obtenu une indemnité pour les produits retirés de leur bail en cours;
7. De s'être partagé des fonds qui devaient revenir au trésor ;
8. D'avoir versé des gratifications extraordinaires sans fondement, au détriment du trésor;
9. D'avoir liquidé les débets de leurs comptes avec de l'argent qui devait revenir au trésor.

Le 16 floréal, Dupin sort de son rôle d'arbitre prévu par le décret du 27 septembre 1793 et intervient en tant que rapporteur du comité des finances.
Dès l'introduction de son rapport, Dupin biaise le débat : il était prévu dans le décret du 27 septembre que le rapport à la Convention devait être fait par le comité de l'examen des comptes (article 3), le rôle des deux membres désignés par la convention, dont Dupin, était de s'assurer de la qualité du travail des réviseurs.
Il outrepasse ses pouvoirs en se présentant en rapporteur du comité des finances. Après avoir souligné la qualité du travail des réviseurs, sans faire état de la transmission au comité du mémoire en défense rédigé par Lavoisier, il entame une longue diatribe à charge, sans prendre en compte les arguments de la défense.
Ce n'est qu'à la fin de son intervention qu'il fait référence aux arguments de la défense, sur le seul point de l'abandon de créance de 23 millions que les fermiers avaient consentis au profit de l'État, en en faisant rejaillir le mérite sur les réviseurs. « ils ont (comme ils l'annoncent dans leur mémoire) rendu à la Nation une somme de 22 millions 500 000 livres et ont préféré donner, à titre de sacrifice, ce qu'ils eussent été obligés de payer à titre de restitution ». C'est le seul passage de son rapport faisant allusion au mémoire des fermiers. Les arguments développés en réponse aux divers chefs d'accusation, ne serait-ce que pour les réfuter, ne sont jamais évoqués. Les responsabilités individuelles ne sont pas précisées, tout au plus laisse-t-il entendre qu'elles sont partagées, mais sans donner de nom.
Aucun de ces chefs d'accusation n'est susceptible, en admettant qu'ils soient démontrés, de constituer un crime contre l'État. Ce ne pourrait être que des délits de droit commun. Au moment de l'ouverture de leur procès, la compétence du tribunal révolutionnaire est ainsi définie « Il sera établi à Paris un tribunal criminel extraordinaire, qui connoîtra de toute entreprise contre-révolutionnaire, de tous attentats contre la liberté, l’égalité, l’unité, l’indivisibilité de la république, la sûreté intérieure et extérieure de l’État, et de tous les complots tendant à rétablir la royauté, ou à établir toute autre autorité attentatoire à la liberté, à l’égalité, et à la souveraineté du peuple, soit que les accusés soient fonctionnaires civils ou militaires, ou simples citoyens ». Néanmoins le décret de mise en accusation est adopté sans discussions.

#### La défense
Quand bien même elle ne sera pas examinée au cours du procès, elle existe. Il s'agit d'un mémoire écrit par Lavoisier vraisemblablement à partir de la fin de 1793  Après avoir souligné la confusion qui a régné après la dissolution de la Ferme et que les accusations portées à leur encontre impliquent une connaissance de l'ensemble de la réglementation concernant la passation des baux et les mécanismes de la comptabilité, Lavoisier pose le procès sur le double terrain de la valeur et de l'exécution des contrats et sur celui du droit de propriété que « la Représentation nationale a toujours regardé  ... comme une des bases fondamentales sur lesquelles repose tout l'édifice de l'organisation sociale ; elle a consacré dans toutes les occasions ce principe, que tout ce qui avait été  accordé ou établi par une convention revêtue des formes légales ne pouvait devenir la matière d'un juste reproche, d'une restitution quelconque. »
Il convient en outre de souligner que le bail David avait expiré en octobre 1780 ; comme tous les baux, aucune action ne pouvait être intentée au-delà du délai de deux ans après son expiration. La mise en accusation des fermiers du chef de leurs agissements durant le bail David est donc largement contestable. D'autant que l'adjudicataire et ses cautions sont  déchargés, 10 ans après l'expiration du bail, de la garde et de la représentation des registres, sauf instance en cours d’instruction.
Chacun des chefs d’inculpation est réfuté sur la base des textes applicables aux divers baux en faisant référence à la loi du contrat fixée par la puissance publique, aux erreurs de raisonnement de l'accusation, à l'impossibilité de pratiquer autrement ou encore s'agissant des infractions supposées à la loi sur le timbre au constat que la loi mettant le timbre en vigueur avait été prise après la dissolution de la Ferme. Ce chef d'accusation ne sera pas repris dans l'acte d'accusation.

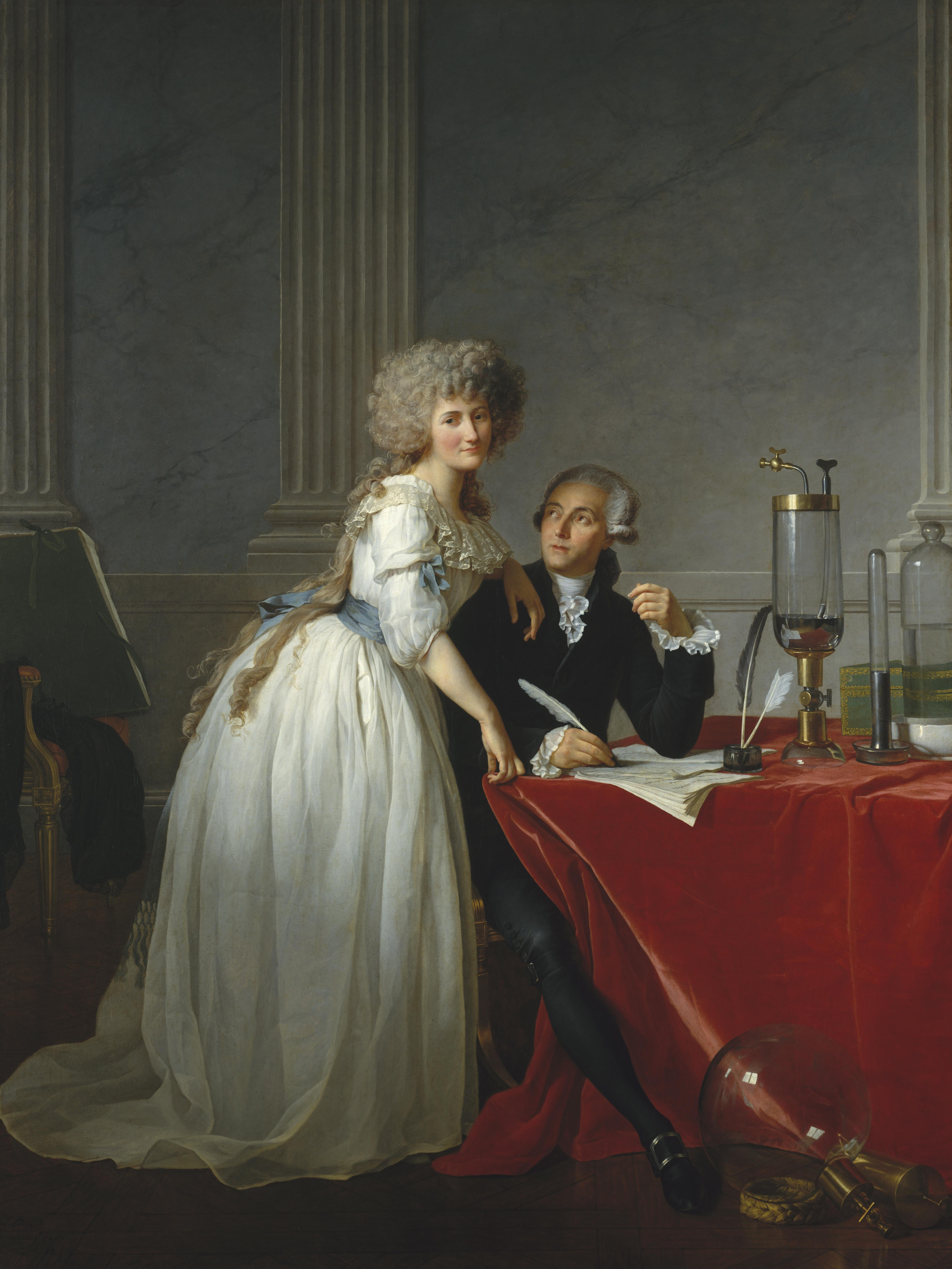
Marie-Anne Pierrette Paulze avec Antoine Lavoisier, son mari par David

Les accusations relatives au tabac  trouvent leur origine dans la mesure prise en 1782 d'enlever aux débitants le râpage du tabac qui était devenu une source de fraudes et d'abus que la Ferme avait longtemps tolérés. Pour mettre un terme aux adjonctions de produits divers et d'eau, elle se réserva le râpage. Les débitants, au nombre de 4 700 dans le royaume, nourrirent une cabale contre la Ferme à l'occasion d'une livraison de tabacs détériorés en Dauphiné dans le courant de l'année 1782. Les débitants provoquèrent une émeute ; le parlement dut intervenir et donna raison, à l'issue d'une enquête minutieuse, à la Ferme, mais le mal était fait.
Plusieurs procès intervinrent sur cette question de qualité, à Montpellier, Navarre, Bourgogne Guyenne, que la Ferme gagna.
Par contre, elle perdit le procès auprès du parlement de Rennes. Ce procès devint en effet l'enjeu d'une lutte de pouvoir entre le Parlement et le Conseil du Roi dans laquelle le fond de l'affaire entre la Ferme et les débitants devint secondaire. Le Parlement de Rennes interdit en 1787 le râpage par la Ferme et en confia le monopole aux buralistes dans le ressort de la Bretagne.
Les conditions étaient désormais réunies pour que cette accusation trouve un large écho auprès des usagers et de l'opinion publique.
Trois points sont visés dans l'acte d'accusation :
- Sur les prix pratiqués: après avoir rappelé, documents à l'appui qu'ils ont toujours vendu le tabac à un prix inférieur au prix fixé par les différentes dispositions royales, et que les cautions du bail David disposaient des mêmes droits que leurs prédécesseurs, Lavoisier fait valoir que le mode de fixation du prix procédait d'une démarche visant à en développer la consommation et que lors de l'augmentation de 4 sols par livre décidé par le Contrôleur des Finances en 1781, les fermiers du Bail David ont préféré, pour ne pas obérer la progression de la consommation, la prendre à leur charge sans la répercuter sur le consommateur. À l'appui de cette démonstration, le mémoire fournit l'évolution des quantités vendues, dont la progression démontre que la Ferme n'avait pas laissé dépérir cette partie des revenus publics qui lui était concédée.
- Sur la mouillade : c'est le point central de l'accusation; il repose sur diverses correspondances de la Ferme et de plaintes diverses déposées. C'est également l'une des parties les plus structurées de la défense. Le mémoire rappelle en préambule qu'aucune loi n'a réglementé la fabrication du tabac et que la "mouillade" est un élément indispensable du processus permettant de faire des feuilles brutes un produit de consommation. Ensuite Lavoisier démontre que dans chaque quintal de tabac râpé, il ne rentrait que 6 livres, 8 onces et 1 gros [Note 4] 3/4 d'eau. Démonstration qu'il conforte par un tableau récapitulatif de toutes les opérations relatives à la préparation du tabac râpé pendant neuf années (bail Salzard et Mager) qui par une moyenne entre toutes les manufactures de la Ferme arrive au même résultat[16]. Ces résultats sont enfin confirmés par une comparaison des quantités achetées et vendues tout au long de la période.
- Sur l'adjonction de produits divers pour augmenter le poids des quantités vendues : les comptes de la Ferme démontrent qu'elle commercialisait les 2/3 des produits achetés. Comment penser qu'ayant ainsi éliminé les côtes et les feuilles avariées, la Ferme aurait eu un intérêt à ajouter des substances étrangères pour augmenter le poids du produit fini ? Si une telle hypothèse était envisagée, quels corps étrangers auraient été meilleur marché pour elle que les côtes, que les tabacs de faible qualité qu'elle condamnait à l'incendie. Sur cette question du tabac les pièces justificatives contiennent la reprise de 7 arrêts[17] des parlements ou cours de province confirmant la qualité des travaux de la Ferme en matière de tabac et le bien fondé de la mesure prise par l'adjudicataire de faire râper le tabac dans ses manufactures.

#### Les inculpés
Ils sont au nombre de 40, la majorité d'entre eux (35) sont jugés entre le 16 et le 23 floréal an II (12 mai 1794). Avant cette date, deux fermiers sont jugés et exécutés, mais pour des motifs ne tenant pas à leur qualité de fermier.

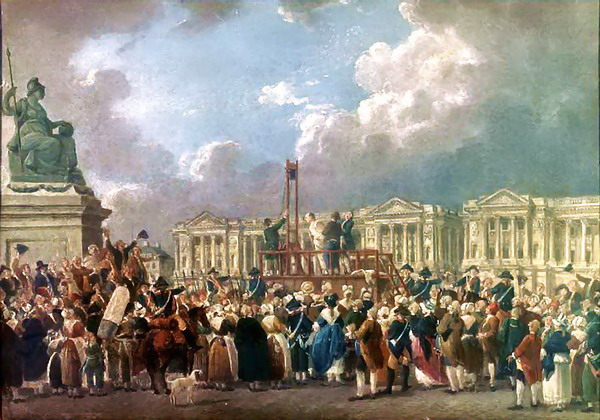
Exécution capitale Place de la Révolution

Ce n'est qu'avec le procès du 16 que débutent les véritables mises en cause des fermiers généraux à raison de leur appartenance à la Ferme. Le 16 floréal, 31 personnes sont inculpées, le 22 une mise en accusation et trois le 23 du même mois. Après ce qui constitue le réel procès des fermiers et de la Ferme, trois autres condamnations interviendront.
En définitive, 40 fermiers généraux seront inculpés, 3 pour des motifs étrangers à leur condition d'ex fermier, 35 au motif exclusif de leur appartenance à l'institution, et les deux derniers sous plusieurs chefs d'accusation dont celle d'être ex fermier.
Ce nombre est largement en deçà des inculpations possibles. En application du décret du 23 nivôse et pour faciliter le séquestre des biens des fermiers, le 29 nivôse a été publiée la liste des citoyens intéressés dans les baux David, Salzard et Mager. Cette liste, qui comporte 121 noms, n'est toutefois pas exempte d'inexactitudes, elle est censée comporter tous les fermiers et sous-fermiers ayant participé à l'un ou plusieurs des baux en cause, qu'ils soient, au moment de sa publication, morts, émigrés ou vivants.
Le croisement de cette « liste de nivôse » avec les listes publiées dans l'almanach royal des années concernées des fermiers des baux David, Salzard et Mager, aboutit aux constations suivantes :            
- 121 personnes figurent sur la liste dont 120 ayant eu la qualité de fermiers ou de sous fermiers dans un ou plusieurs baux concernés
- Edme Gauthier d'Hauteserve figure sur la « liste de nivôse » avec la mention« N'a jamais été fermier-général »
- 3 fermiers seulement ont émigré, ce qui tendrait à prouver qu'ils n'avaient pas de craintes particulières avant le 16 floréal
- 50 sont déclarés décédés avant l'établissement de la « liste de nivôse », dont 1 fermier exécuté, Paul de Kolly
- 40 fermiers sont inculpés dans les divers procès
- 28 fermiers ou sous-fermiers auraient donc échappé aux poursuites.

Il s'agit très majoritairement de fermiers ou sous-fermiers du bail David qui, après la réforme de Necker, ont abandonné la Ferme et sont devenus régisseurs soit de la régie générale des Aides, soit de l'administration des Domaines. Parmi les condamnés, on trouve cependant un régisseur des Aides, Jean François Didelot et deux administrateurs des Domaines, Louis-Marie Le Bas de Courmont et Jérôme Salleure de Grissiens.
Le procès s'ouvre le 19 floréal, les inculpés avaient passé la journée du 17 à la Conciergerie et le 18 un interrogatoire des 31 prévenus avait eu lieu pour répondre aux exigences de la procédure. L'interrogatoire est pratiquement le même pour tous. Il leur est demandé si, comme fermier général, ils ne se sont pas rendus coupables de dilapidation des finances du gouvernement, d'exactions infâmes, de concussions et fraudes envers le peuple. Lavoisier aurait répondu « quand il a connu quelques abus, il les a dénoncés au ministre des finances, notamment relativement au tabac, ce qu'il est en état de prouver par pièces authentiques ».
Ce compte rendu a accrédité l'idée qu'il aurait pu y avoir des malversations dans la fabrication du tabac. Il doit être pris avec circonspection. En premier lieu, il ne s'agit que de propos rapportés, mais surtout, s'agissant de malversations sur le prix ou la fabrication du tabac, elles ne relevaient pas du ministre des finances, mais de la Ferme elle-même. La compagnie n'a jamais hésité à prendre des sanctions à l'égard de ses personnels. Les archives tant nationales que départementales en gardent des traces nombreuses et dans les mémoires que la compagnie a eu à produire à la suite des révocations qu'elle avait prononcées, elle a toujours soutenu qu'elle était libre de choisir ses préposés mais qu'elle était aussi seule juge de la gravité de leurs manquements et des sanctions qu'ils appelaient. On voit mal pourquoi Lavoisier serait sorti de cette jurisprudence constante de la Ferme. Par contre, le mémoire en réponse aux accusations comprenait de très nombreuses pièces justificatives et on peut supposer que c'est à cela que Lavoisier faisait allusion. Il est légitime de penser que la mention « … notamment relativement au tabac, … » est un ajout à la transcription ou à l'impression qui venait conforter le chef d'accusation le plus emblématique du procès.

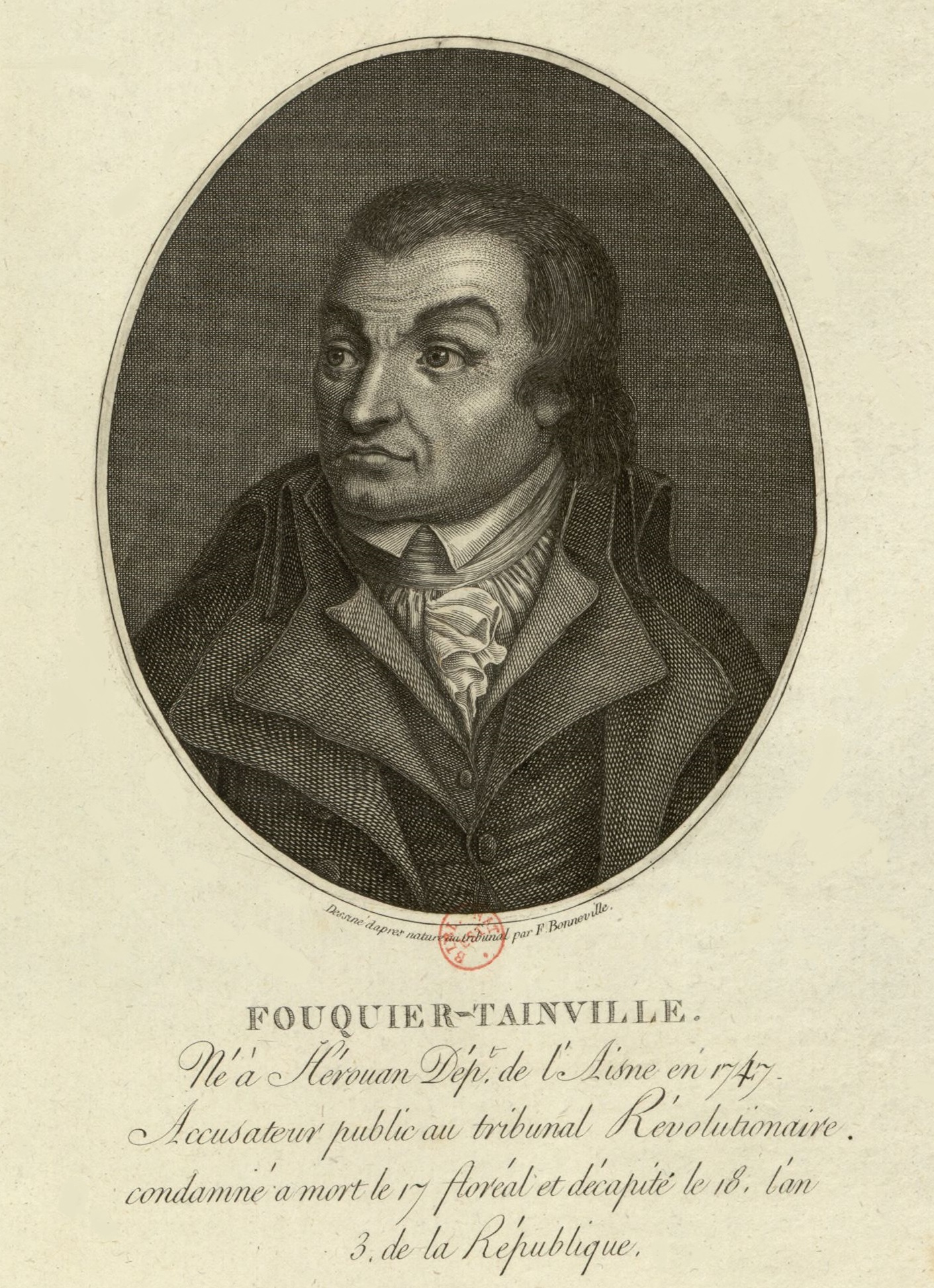

Le procès devant le tribunal révolutionnaire est présidé par Jean-Baptiste Coffinhal, Étienne Foucault et François Joseph Denizot, juges assesseurs Gilbert Lieudon, adjoint de l'accusateur public et Anne Ducray, commis-greffier. Les prévenus comparaissent libres et sans fers, à leurs côtés trois avocats officieux dont Chauveau-Lagarde, ancien défenseur de Charlotte Corday et de Marie-Antoinette, les accusés, dans leur grande majorité, avaient déclaré ne pas connaitre d'avocat et il leur en fut commis un d'office.
En cours d'audience, un décret de la Convention, pris sur l'intervention de Dupin, mit hors des débats trois adjoints des fermiers généraux qui auraient apporté la preuve qu'ils n'avaient pas participé aux bénéfices des trois baux visés par l'accusation.
Au cours de l'audience, Coffinhal refuse aux prévenus le droit de s'exprimer, leur intime de répondre aux questions par oui ou par non. Lecture fut faite par Fouquier-Tinville de ses réquisitions, dont il sera démontré, lors de son procès, qu'elles avaient été rédigées le 16, avant même que le décret de mise en accusation de la Convention fût collationné et transmis au tribunal.
Le réquisitoire de Fouquier-Tinville est la reprise pure et simple du rapport de Dupin à la Convention, sauf à avoir écarté l'accusation de fraude à la loi du timbre.
La condamnation n'était pas douteuse. Mais comment la justifier pour des faits qui n'étaient que des délits de droit commun, commis avant la Révolution, Il ne peut y avoir attentats contre la liberté, l’égalité, l’unité, l’indivisibilité de la République avant qu'elle n'existe. On ne peut davantage qualifier les faits de complots tendant à rétablir la royauté, ou à établir toute autre autorité attentatoire à la liberté, à l’égalité, et à la souveraineté du peuple. L'accusation ne rentre pas dans le cadre de l'article premier du Décret de la Convention Nationale du 10 mars 1793, relatif à la formation d'un Tribunal Criminel extraordinaire qui s'appliquait au moment de l'ouverture du procès.
C'est Coffinhal qui se chargera de faire entrer les accusations dans le cadre de la loi en orientant les questions posées aux jurés sur des crimes contre le peuple qui n'avaient pas été évoqués, tant par Dupin devant la Convention que par Fouquier-Tinville lors du procès. En bon juriste, cet ancien procureur au Châtelet suppléa aux silences de la loi. « A-t-il existé un complot contre le peuple français tendant à favoriser, par tous les moyens possibles, le succès des ennemis de la France, en exerçant toute espèce d'exactions et de concussions sur le peuple français en mêlant au tabac de l'eau et des ingrédients nuisibles à la santé des citoyens, … et en pillant et volant par tous les moyens possibles le peuple et le Trésor National, pour enlever à la Nation, les sommes immenses et nécessaires à la guerre contre les despotes coalisés contre la République et les fournir à ces derniers ? ». Les jurés acquiescèrent à l’unanimité, la condamnation fut prononcée. Toutefois la déclaration du jury, signée en blanc, ne fut pas jointe au jugement. Sans déclaration du jury, la condamnation n'avait donc pas été légalement prononcée. Ouvert à 11 h, le procès est clos vers 15 h et les fermiers exécutés à partir de 17 h.

#### Les suites du procès
Après la chute de Robespierre, la Convention thermidorienne poursuit une répression contre ses anciens soutiens. Fouquier-Tinville est arrêté quelques jours après le 9 thermidor, jugé et condamné à mort le 18 floréal an III (7 mai 1795), Coffinhal est arrêté, peu de jours après le 9 thermidor, et condamné à mort le 18 thermidor an II (5 août 1794), sur simple vérification de son identité, par le tribunal criminel du département.
Pour prévenir une éventuelle action contre lui, Dupin dépose, le 16 floréal an III (5 mai 1795), à la Convention une motion d'ordre sur les manœuvres pratiquées pour perdre les fermiers généraux. Il y minimise son rôle : le procès n'aurait été qu'un plan de finances projeté par Robespierre pour renflouer le Trésor national.
Pour y parvenir, il fallait exciter contre eux l'opinion publique en sorte que la Convention elle-même soit obligée d'obéir à la voix du peuple. Il fallait de surcroît aller vite et juger révolutionnairement et il aurait été contraint d’abréger une instruction déjà très longue.
Il met en exergue les vies des trois adjoints qu'il a arrachées « à ce tribunal de sang », notamment Chicoyneau de la Valette et Doazan. Il  prétend avoir été l'objet de calomnies de la part de Vadier; l'accusant d'être soudoyé par les fermiers.
Il minimise la portée de son rapport du 16 floréal de l'année précédente, insiste sur les très rares passages où il faisait état de degrés différents dans la culpabilité des accusés.
Il accable Fouquier-Tinville qui avait déjà été arrêté quelques jours après la chute de Robespierre sur le déroulement du procès qui n'a pas respecté les droits de la défense et souligne qu'ils ont été envoyés à la mort avant même l'impression de son rapport à la convention.
Il souligne les vices de procédure et le fait que le jugement ne comportait pas de déclaration de délibération du jury et qu'il n'a donc pas été donné. Il demande en conséquence la restitution des biens aux ayants droit des accusés.
Par décret du même jour, la Convention décide l'impression du rapport et le renvoi au comité de législation.
Les ayants droit des fermiers déposèrent plainte au comité de législation de la Convention Lesage, député d'Eure-et-Loir, s'en prend violemment à Dupin lors de la séance de la Convention du 22 thermidor suivant, il le traita d' « ancien valet des fermiers généraux qui avait voulu se venger de ses maîtres », l'accusant d'avoir volé les condamnés et notamment d'avoir dérobé à Lépinay un portefeuille contenant 100 000 livres en assignats et 95 louis d'or, il réclame son arrestation et la mise sous scellés de ses biens et de ceux de sa belle-mère à Saint-Cloud, quand bien même il était divorcé depuis 2 ans. Le décret est rendu immédiatement : Dupin est emprisonné, mais il bénéficiera, 2 mois plus tard, de la loi d'amnistie du 4 brumaire an IV (26 octobre 1795). Ruiné, il aurait sollicité un emploi subalterne dans la Régie des droits réunis , poste qu'il occupa jusqu'en 1814.
Les ayants droit des fermiers obtinrent satisfaction et furent réintégrés dans leurs droits sous la Seconde Restauration.

#### Les exécutés du19 floréal

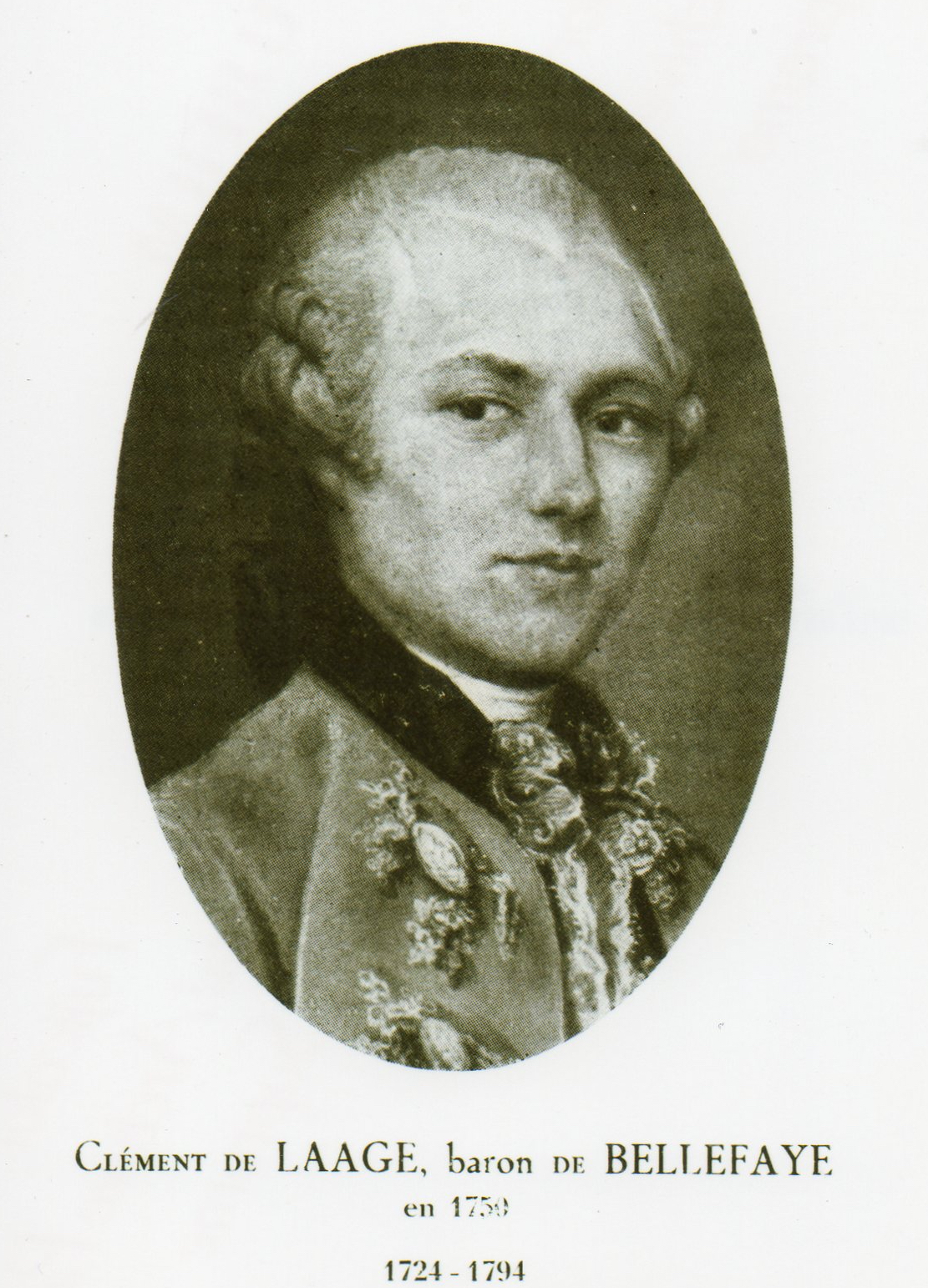
Clément de Laage.

- Clément de Laage (1724-1794), 70 ans, natif de Saintes, Seigneur de Bellefaye, conseiller secrétaire du roi près la cour des aides de Paris, en 1752, receveur général des domaines et bois de la généralité d’Orléans, fermier général en 1762, doyen des fermiers généraux sous la Révolution. Membre de la commission chargée de liquider la Ferme générale, écroué avec son fils aîné Clément François Philippe
- Louis-Balthazar Dangé de Bagneux, 55 ans, natif de Paris, ex fermier général. Il était fils d'une lignée de fermiers généraux. Son père, François-Balthazar, ancien commis dans les bureaux de M. d'Argenson, garde des Sceaux, était devenu fermier en 1736. Louis-Balthazar fut adjoint de son père en 1768 et lui succéda en 1778. Il était par ailleurs secrétaire du Roi au conseil supérieur d'Alsace[25].
- Jacques Paulze, 71 ans, ex noble, natif de Montbrison (Loire). Jacques Paulze occupa d'abord une place de commissaire du Roi au bailliage et sénéchaussée de Forez, puis de procureur du Roi au bailliage de sa ville natale, avant de passer commissaire aux Chambres de Valence et de Lyon. Sous le ministère de son oncle maternel, l’abbé Terray, il fut appelé à Paris, et entra, en 1767, comme adjoint dans les Fermes, avant d'être nommé, en 1768, titulaire, par le contrôleur des finances L'Averdy, en remplacement d'Alexandre Estienne d'Augny. Pour éviter un mariage forcé de sa fille avec un protégé du ministre, il organisa son mariage en 1771 avec Antoine Lavoisier.

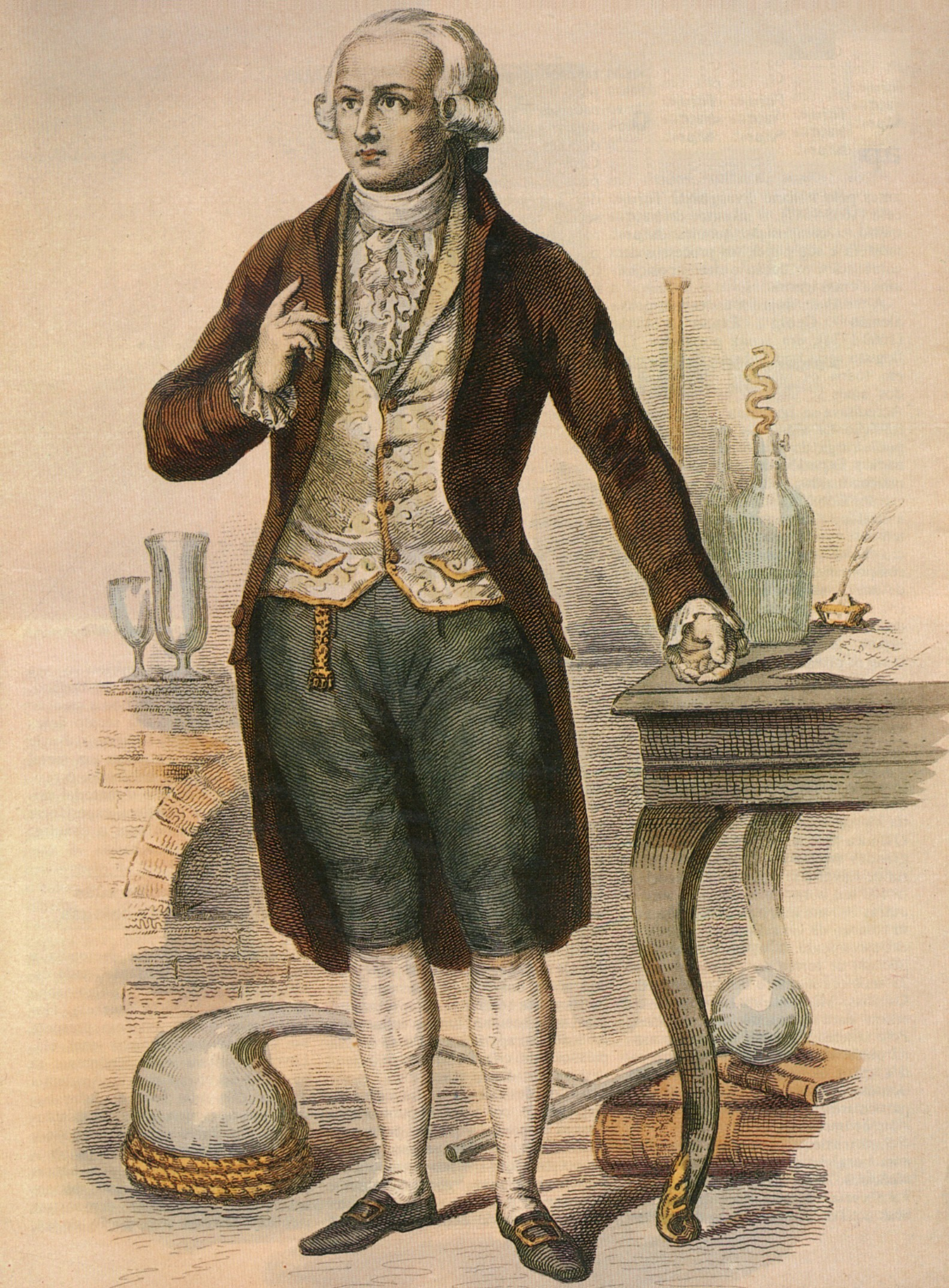
Antoine Lavoisier (1743-1794) Chimiste, philosophe et économiste français.

- Antoine Lavoisier (1743-1794) Chimiste, philosophe et économiste français.Antoine-Laurent Lavoisier, 50 ans, ex noble, ex fermier général à Paris. Gendre de Jacques Paulze, il entre dans la Ferme, grâce à lui, comme adjoint en 1770 durant le bail Alaterre. Lavoisier est l’un des responsables de commission du tabac. Son rôle consiste essentiellement à lutter contre les fraudes et la contrebande. Mais il travaille également à la modernisation des manufactures, à la recherche d’une plus grande productivité et à l’importation de tabac de Virginie. Après la réforme de Necker en 1780, Lavoisier reste Fermier général chargé de la comptabilité des salines et des entrées de Paris.Toujours dans son rôle de fermier général Lavoisier propose à Calonne, successeur de Necker, la construction d’un mur d’enceinte autour de Paris, afin de mieux contrôler les droits d’entrée et la fraude sur les alcools. Ce mur fut très impopulaire et au moment de la Révolution, quelques barrières seront brûlées en 1789. Turgot, contrôleur général des finances et grand réformateur, décide en 1774 de créer la Régie des poudres et salpêtres, organisme public qui succède à la Ferme des poudres, société privée. Le but est que l’État soit enfin maître de la production de ce produit stratégique qu’est la poudre à canon. En 1775, Turgot nomme quatre régisseurs, parmi lesquels Lavoisier. Réagissant en scientifique, il fait de nombreuses expériences pour améliorer la fabrication des poudres et la récolte de salpêtre. Nommé directeur de la Régie en 1776, Lavoisier continue de proposer des améliorations, pour la production industrielle du salpêtre. Ses efforts sont récompensés : l’État réalise d’énormes économies; la poudre française est la meilleure d’Europe et les stocks sont enfin suffisants pour envisager l’avenir militaire avec sérénité. À la veille de la Révolution Lavoisier est nommé membre du conseil d’administration de la Caisse d’escompte [Note 6] , puis très vite en devient président. Cette Caisse est une banque privée créancière de l’État. Les années révolutionnaires vont être catastrophiques d’un point de vue financier pour le pays : l’État s’endette toujours plus. En 1791 Lavoisier est rappelé pour participer à l’établissement d’une nouvelle fiscalité. Suivant un raisonnement scientifique, il préconise de faire un état des lieux des richesses du royaume et d’établir un budget national ainsi qu’un suivi des recettes et des dépenses, documents inexistants jusque-là. L’état des finances s’aggrave de mois en mois. Lavoisier propose alors une augmentation des impôts afin d’assainir la situation. Celle-ci est refusée par l’Assemblée législative nouvellement élue. Membre influent de la nouvelle Trésorerie nationale, Lavoisier met en place un système de contrôles des dépenses et des recettes et réorganise l’administration [26]. Au commencement de 1793 il participe activement aux travaux de la commission des Assignats et met au point un procédé destiné à en éviter la falsification.

- François Puissant de la Villeguerif, ex noble, âgé de 60 ans, natif de Port Égalité. Il est le fils du directeur des Fermes de Rouen, Adrien Jacques Puissant de Saint-Servant (1699-1783). Il devient fermier général sous le bail Henriet et le sera jusqu'au bail Mager.
- Alexandre-Victor de Saint-Amand, 74 ans, né à Marseille, le 8 septembre 1720, ex noble Fermier général depuis 1755, député du commerce de Marseille, siégea au bureau du commerce de 1777 à sa suppression.
- Gilbert Georges Montcloux, 68 ans, natif de Montaigut (Puy-de-Dôme), secrétaire de Capet, fermier général.
- Antoine-François Parcelle de Saint-Christau, 44 ans, natif de Rennes, ex noble, fermier général.
- Louis Marie Le Bas de Courmont, (1741 - 1794), 52 ans, natif de Paris, fermier général du bail David, puis régisseur des aides, maire de Clichy. Fils de Louis-Dominique-François Le Bas de Courmont, conseiller du roi, trésorier, receveur général et payeur des rentes de l'hôtel de ville de Paris, fermier général.
- Jean-Baptiste Boullongne de Préninville[27], ex noble, 45 ans fermier général sans département, membre de la commune de Paris, natif de Paris et y demeurant. En fait, Jean Baptiste Boullongne de Préninville, connu aussi sous le nom de Magnanville, est né le 7 septembre 1749 Paris, fils de Guillaume, receveur général des finances de la généralité de Poitiers, lui-même issu d'une lignée de financiers et de fermiers généraux. Jean Baptiste a eu pour parrain Jean Baptiste de Machault, ministre d'État, contrôleur général des finances, et pour marraine Jeanne Poisson, marquise de Pompadour. Fermier en août 1787 à la survivance de son père, il se débarrasse de cette charge début 1790, au profit de son cousin germain Jean Baptiste Chicoyneau de La Valette. Dès la décision de la Convention de faire arrêter les Fermiers, Jean Baptiste obtint de son cousin de reprendre sa place et sera arrêté ; Chicoyneau de La Valette, qui n’avait pas figuré sur la liste des fermiers du bail Mager de 1791, sera également arrêté; mais il ne sera pas déferré devant le tribunal révolutionnaire. Jean Baptiste Boullongne, qui avait figuré sur la liste des fermiers des années 1788 et 1789, quand bien même il n'avait eu qu'une présence éphémère dans la ferme où il n'avait jamais exercé de responsabilité particulière, fera partie des 28 condamnés et exécutés du 16 floréal. Tous moururent dignement et sans faiblesse à l'exception de Jean Baptiste qui "fut conduit à l'échafaud dans un état pitoyable." Charles René Parseval de Frileuse 1759 - 1794.

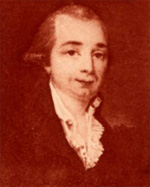
Charles René Parseval de Frileuse 1759 - 1794.

- Charles René de Parseval Frileuse, 35 ans, fermier général sans département, commandant de la garde nationale de Suresnes, domicilié à Paris et Nantes. Après s'être fait recevoir Avocat au Parlement de Metz le 15 juin 1778, il entra dans la Ferme générale et fut Adjoint-Fermier général en survivance de son père de 1780 à 1781, puis céda cette survivance à son frère aîné Alexandre et fut nommé Receveur des Finances à Strasbourg. Plus tard, il devint Fermier général sans être affecté à aucun département particulier.
- Nicolas-Jacques Papillon d'Auteroche, 64 ans, ex noble, natif de Châlons-sur-Marne, y demeurant, fermier général, chargé des traites dans la province de Champagne
- Jean Germain Maubert-Neuilly, 64 ans, natif de Paris, ex noble, secrétaire notaire devant la cour des aides, fermier général, ayant dans ses départements les généralités de Berry et de Bourbonnais, domicilié à Noisy-le-Grand (Seine-et-Oise).
- Jacques-Joseph Bracq de La Perrière, 68 ans, originaire de Ville-Affranchie, ex noble, fermier général, domicilié ordinairement à Paris et à Mantes lors de son arrestation. Sa biographie détaillée [28] est un bel exemple d'ascension sociale d'un homme qui ne jouissait d'aucune fortune personnelle et qui devint Fermier après plus de 10 ans passés dans l'institution comme employé. Ses deux gendres, Charles René Parseval de Frileuse et Henry Fabus de Vernand furent exécutés le même jour.
- Claude-François Rougeot, 65 ans, natif de Dijon, à la Ferme générale depuis 1762, secrétaire général de l'hôtel des Fermes. La situation de Rougeot est dans les archives assez confuse : sur certaines éditions de la « liste de nivôse »[18] destinée à faciliter les interpellations, il est indiqué âgé de 75 ans, pauvre et atteint de la maladie de la pierre; sur d'autres listes, cette mention ne figure plus. Dans son réquisitoire devant la Convention le 16 floréal, Dupin avait laissé entendre que les responsabilités des fermiers n'étaient pas toutes de même nature et que certains avaient résisté, sans pour autant citer de noms. Une note du rapporteur sur ce passage dit : « Ce sont les Verdun, Rougeot, Montcloux, d'Hauteroche et autres [29] ». Cette note se trouve aussi dans l'édition du rapport de Dupin faite à l'Imprimerie nationale, qui parut quelques jours après, mais, dans cette édition, un des noms qui se trouvaient dans la version primitive, celui de Rougeot, a disparu, et deux autres ont été ajoutés : Paulze et Neveu. Il semble bien qu'il y ait eu des mouvements en sens contraire pour lui venir en aide et s'y opposer[30].
- François-Jean Vente, 68 ans, natif de Dieppe, ex noble, fermier général depuis 1767 ayant dans son département les entrées de Paris et élections, autrement appelées le plat pays.
- Denis Henri Fabus Vernand (De Vernan), 47 ans, réside rue Neuve des Petits Champs no 48, ex noble natif de Paris, fermier général depuis 1787, sans département, et depuis commandant de bataillon dans la section dite de Molière-et-Lafontaine, gendre de Bracq de Laperrière.
- Nicolas Devisles (Deville), 44 ans, réside rue Louis-le-Grand, près la Chancellerie, natif de Lagrelle (Rhône-et-Loire), ex secrétaire de Capet, fermier adjoint en 1785, titulaire en 1788 ayant le département d'Alsace.
- Louis-Adrien Prévost d'Arlincourt, fils, ex noble, 55 ans, natif et demeurant à Paris et aussi à Magny-les-Hameaux, district de Versailles, fermier général depuis 1783 ayant le département des gabelles de Provence. Son père Charles Adrien 76 ans, à qui il a succédé comme fermier général, est désigné à tort comme mort sur la « liste de nivôse »[18], il sera exécuté 6 jours après son fils. Il est avec son père sous la Révolution pourvoyeur de fonds de la famille royale.
- Clément Cugnot-Lepinay, 55 ans, natif de Paris, ex noble, fermier général, ancien directeur des Fermes.
- Jérôme François Hector Salleure de Grissiens, 64 ans, demeurant à Paris, ex noble, fermier général jusqu'aux baux Salzard et Mager, ayant le département des domaines des généralités de Picardie et du Soissonnais.
- Étienne Marie de La Haye, 36 ans, natif de Paris, ex noble, adjoint à son père jusqu'en 1791, et depuis titulaire de la Ferme jusqu'à la Révolution ayant les départements des gabelles et tabacs dans les généralités de Tours et d'Orléans.
- François-Marie Mesnage de Pressigny, 61 ans, natif de Bordeaux, ex noble, ayant les départements des traites et tabacs de la généralité de Guyenne. Pour sa défense, il prétendra n'avoir été fermier que par hérédité et n'avoir été qu'un nom sur les almanachs et les états de répartition, et qu'« il a été dans cette administration de la nullité la plus complète »[31]. Se disant toujours modeste, il avance diverses preuves de son civisme sans fournir aucune attestation extérieure quelconque. Il en fallait plus pour convaincre ses juges.
- Guillaume Couturier, 60 ans, natif d'Orléans, fermier général depuis 1781 ayant dans son département les traites et salines de Franche-Comté, Lorraine et pays de Gex, et en 1788 président du comité des grandes gabelles.
- Louis Philippe du Vaucel (Duvaucel), 40 ans, réside rue du Faubourg Saint-Honoré no 18, natif de Paris, ex noble, adjoint à la Ferme du bail Salzard, sans département, ensuite titulaire en 1785. Alors qu'il se prétendait dans la situation des adjoints libérés, sans gestion et sans responsabilité, il fit partie des condamnés. Au vu des almanachs royaux de 1786 et 1791, il semble bien avoir été fermier dans les baux Salzard et Mager et y avoir exercé des responsabilités sans assurer de présidence de comité. Un fils, le naturaliste Alfred Duvaucel, né en 1793.

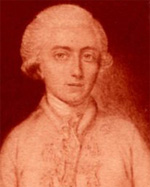
Alexandre Philbert Pierre de Parseval 1758- 1794.

- Alexandre Philbert Pierre de Parseval, 36 ans, natif de Paris, ex noble, fermier adjoint et titulaire sans département, ayant eu ensuite Alexandre Philbert Pierre de Parseval 1758- 1794. la direction de la Lorraine et des trois évêchés pour le sel et le tabac. Commandant du bataillon de la Bibliothèque jusqu'en 1791. Entré dans la Ferme générale, il fut d'abord adjoint à son père de 1781 à 1782, puis lui succéda dans sa place de fermier général dont il fut titulaire de 1783 à 1790. Il était aussi gouverneur de l'hospice royal des Quinze-Vingts.
- Jean François Didelot[32], 59 ans, natif de Paris, ex noble, régisseur, fermier général pendant le bail David, ayant les départements des aides dans les généralités d’Alençon et de Caen. Domicilié habituellement à Chalons-sur-Marne. Il argue pour sa défense qu'il n'a jamais appartenu aux baux Salzard et Mager; que les comptes du Bail David ont été rendus et approuvés par la chambre des comptes et que dans ce bail, il était chargé des seules aides. Bien que confirmée par les fermiers détenus, que les régisseurs aient fait une pétition pour demander sa libération car indispensable à l'arrêté des comptes de la régie générale, il sera maintenu en détention et condamné.
- Jean-Louis Loiseau de Béranger[33], 62 ans, natif et demeurant à Paris, ex noble, fermier adjoint, puis titulaire ayant le département des marchandises prohibées.

### Les procès des 22 et25 floréal anII
Quelques jours après le premier procès, deux autres jugements enverront 4 fermiers supplémentaires à la guillotine.

#### L'affaire Starot du22 floréal anII

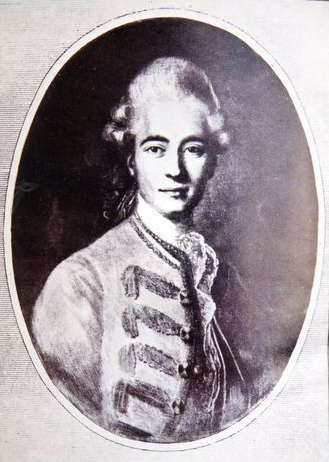
Joseph Starot de Saint Germain (1729-1794)

Dès le 20 floréal, Joseph Starot de Saint-Germain, 66 ans, demeurant à Fontainebleau, se présente au tribunal pour demander l'examen et l'apurement de sa conduite. Il est arrêté sur-le-champ et déféré au tribunal révolutionnaire le 22 du même mois. Pour sa défense il se désolidarise de ses collègues fermiers. Il prétend que, de tout temps, il leur avait reproché leur conduite peu scrupuleuse et spécialement le mouillage du tabac. Il précise qu'il n'a été fermier qu'à partir de 1787 et n'a donc pas participé aux faits reprochés sous les baux David et Salzard. Que s'agissant des rémunérations perçues, il ne pouvait à lui seul changer les pratiques de toute une corporation. Enfin, il souligne que si sa conscience lui avait fait le moindre reproche, il ne se serait pas présenté spontanément au tribunal, après les exécutions du 19 floréal, mais aurait fui, au contraire, son domicile de Fontainebleau pour se soustraire aux poursuites.
Sans doute était-il convaincu que cette démarche ne pouvait qu'aboutir positivement. Sa défense fut balayée par l'accusateur public. La condamnation est prononcée en faisant référence aux chefs d'accusation du précédent procès, y compris ceux relatifs au seul bail David auquel l’intéressé n'avait pas participé. Il est exécuté le même jour à la barrière du Trône.

#### Le procès du25 floréal anII
Trois fermiers avaient été arrêtés à la fin de l'année 1793 et oubliés dans les prisons parisiennes. Il s'agit de :
- Charles-Adrien Prévost d'Arlincourt, 76 ans , né à Doullens en Picardie. fermier général de 1763 à 1780, habite à Paris rue Saint-Honoré no 342 de 1773 à 1794. Sous la Révolution, il demeurait dans le Calvaire des Ermites en haut du Mont Valérien à Suresnes et, bien que disposant de nombreux certificats de civisme, de non-émigration, de serment à la Convention, etc., il réussit, contrairement à son fils Louis-Adrien Prévost d'Arlincourt, temporairement à échapper au décret d'arrestation des anciens fermiers généraux du 24 novembre 1793. Il est rattrapé par le zèle des comités des deux communes limitrophes, de Montagne du Bel Air et de Nanterre. Il subit la dénonciation du Comité de surveillance de Nanterre le 20 floréal an II qui l'arrête et l'envoie à Paris où il sera jugé et exécuté le 14 mai 1794[35]. Il se voit reprocher d'avoir été fermier sous le bail David. La mouillade des tabacs est le principal chef d'accusation contre lui. L'accusateur reproche ainsi à d'Arlincourt une correspondance où il s'étonne que la mouillade ne produise pas le même résultat que dans les autres généralités.

- Louis Mercier de Montplan, 78 ans, né à Paris et y demeurant, rue Bergère, qui avait été dénoncé par trois citoyens, membres des comités révolutionnaires du Faubourg-Montmartre et Poissonnière, d'avoir dissimulé une importante quantité de marchandises en ses diverses propriétés, ce qui entraîna une longue série de perquisitions et de pétitions-dénonciations.

- Jean Claude Douet, âgé de 73 ans, né à Commune-Affranchie (Rhône-et-Loire) au domicile également perquisitionné et dans la cave duquel on découvrit quantité d'or et d'argent (155 880 livres) ; Douet, interrogé sur certains faits dont il ne se souvenait pas dit que sa femme pourrait utilement éclairer le tribunal. Elle fut immédiatement arrêtée et enfermée à la Conciergerie. Les papiers et lettres saisis au domicile seront utilisés par l'accusateur public lors du procès. Son épouse est ensuite accusée d'avoir correspondu avec deux ennemis du peuple, Dietrich, maire de Strasbourg, et le duc du Châtelet, tous deux guillotinés. Elle sera condamnée avec son mari.

Les trois fermiers sont condamnés sur la bases des motifs habituels. Bien qu'indispensable au processus de fabrication, la mouillade est considérée comme un crime en soi. « Les fermiers généraux sont chargés de tous les crimes possibles, vols, assassinat, empoisonnement du peuple, tous ces forfaits étaient familiers à ces hommes avides qui, pour arriver à l'opulence et entretenir leur faste insolent, mettaient en usage et ne connaissaient rien d'illicite; avec leurs plumes et leurs livres d'administration, on les voyait enfanter mille systèmes tendant à pressurer le peuple ».
Cet extrait du dernier réquisitoire de Fouquier-Tinville montre bien la nature exacte du procès des fermiers. Peu importe que les inculpés aient ou non effectivement participé ou commis les faits qui leur sont reprochés : leur simple qualité de fermier suffit à les condamner. C'est bien la Compagnie qui est visée dans son ensemble, le luxe et l'opulence de ses membres, sans qu'il soit fait de distinction entre les individus qui la composent.

## Les autres procès impliquant des fermiers

### Procès Paul de Kolly 13-14 ventôse anI
Paul de Kolly, 53 ans, né à Paris, ancien fermier des baux David et Salzard, fut jugé et exécuté le 14 ventôse an I (4 mars 1793).
Condamné à mort pour un motif autre que son appartenance à la Ferme, il fut accusé d'avoir participé au complot de la Caisse de commerce de la rue de Bussy aux fins de procurer des fonds aux frères du roi pour servir leurs projets contre-révolutionnaires. Hors le rappel de sa qualité d'ancien fermier, le jugement ne retient aucune charge du chef de ses anciennes fonctions. Jugé le 3 mars, il est exécuté avec les autres inculpés le 4 vers midi. Il est sursis à l'exécution de son épouse, également condamnée à mort, en raison de sa grossesse

### Procès de Jean-Joseph de Laborde29 germinal anII

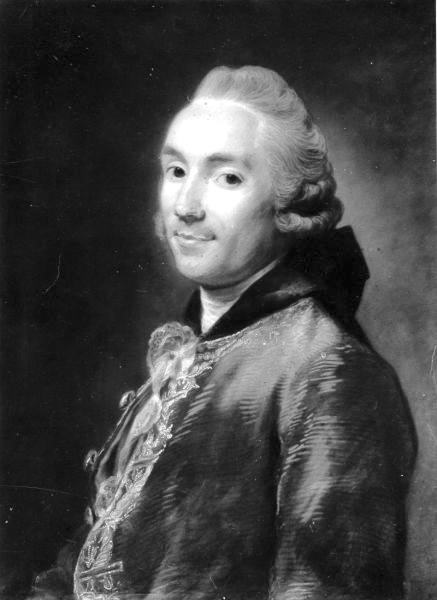
Jean-Joseph de Laborde (1724-1794), banquier français

Le 29 germinal an II (18 avril 1794) fut condamné Jean-Joseph de Laborde, financier, porteur d'une demi-part en association avec Dollé dans le bail David, non pour son appartenance à la Ferme, mais avec d'autres pour « correspondances et intelligence avec les ennemis de la république, pour leur fournir des secours en hommes et argent et favoriser le succès de leurs armes sur le territoire français ».

### Procès Claude François Simonet de Coulmiers -12 prairial anII
Claude François Simonet de Coulmiers, âgé de 42 ans, exécuté le 31 mai 1794, né à Dijon, ex fermier général adjoint de Rougeot dans le bail David, condamné comme complice des délits des fermiers généraux déjà frappés du glaive de la loi et pour sa participation au complot du 10 août 1792 qui a existé avec le tyran et sa femme. Il était le frère aîné de François Simonet de Coulmiers (1741- 1818)

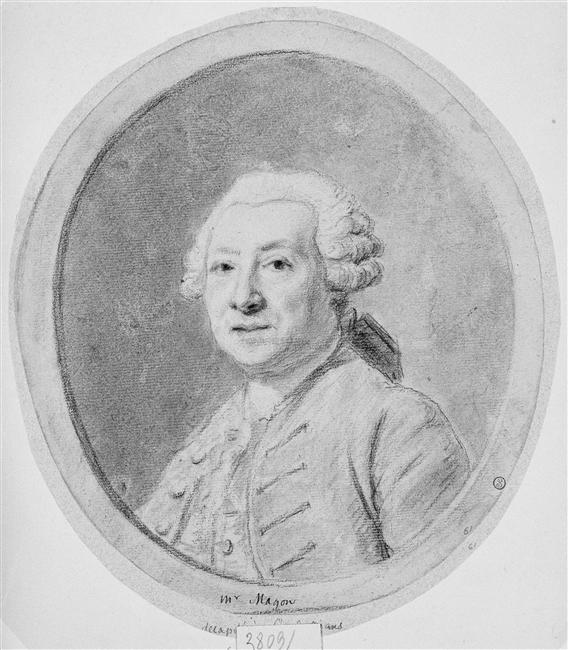
Jean Baptiste Magon de la Balue (1713-1794), banquier du comte d'Artois

### Procès Jean Baptiste Magon de La Balue -1erthermidor anII
Jean-Baptiste Magon de La Balue, 81 ans, n'a jamais été fermier des baux David et suivants. Il fut fermier dans le bail Prévost. Arrêté depuis le 14 octobre 1793, il sera jugé et exécuté avec sa femme, sa fille et son petit-fils, âgé de 17 ans, son frère Luc Magon de la Blinaye le 1er thermidor an II (19 juillet 1794). Le jugement ne fait pas état de sa qualité de fermier mais à celle de banquier. Il est accusé, avec tous les membres de sa famille de s'être déclaré ennemi du peuple en entretenant des intelligences avec les ennemis intérieurs et extérieurs de la France, d'avoir fourni de l'argent au comte d'Artois et à Condé et d'avoir favorisé la révolte des brigands de Vendée. Il paraît que cette extermination de la famille Magon visait essentiellement à faire rentrer dans les caisses du Trésor leur immense fortune acquise dans le négoce et les activités bancaires et très accessoirement dans la Ferme.

### Procès Jean Benjamin de La Borde -4 thermidor anII

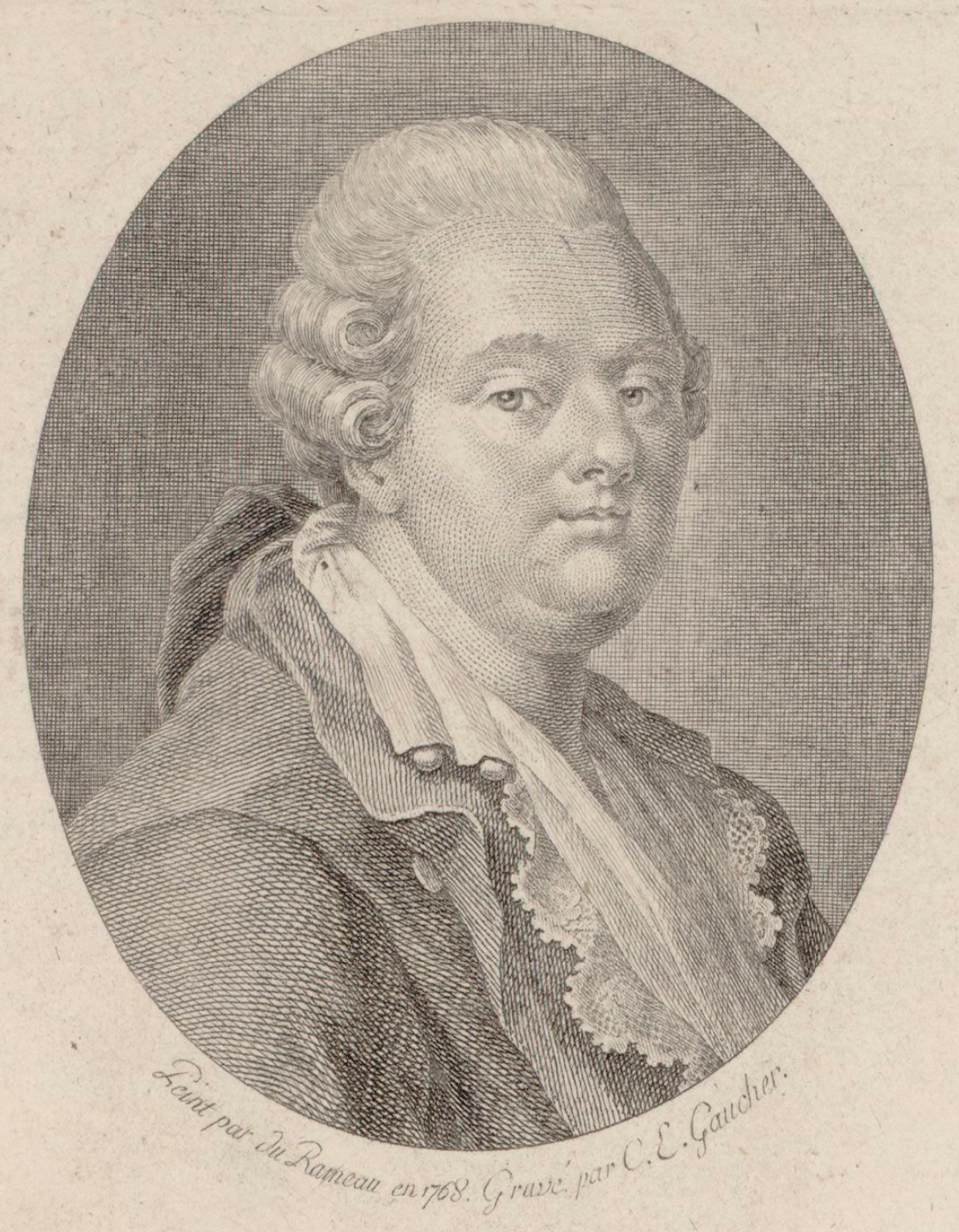
Jean-Benjamin de La Borde

Le 4 thermidor an II (22 juillet 1794) est condamné le dernier fermier général, Jean-Benjamin de La Borde, dans les dernières charrettes avant la chute de Robespierre. Il est condamné avec d'autres sous une accusation très générale dont on peut extraire ce motif : « convaincus de s'être déclarés les ennemis du peuple en participant … aux dilapidations des fermiers généraux… » qui ne peut concerner que lui, seul fermier de « la fournée » du 4 thermidor.
Pour autant, cela ne peut être le motif de sa condamnation; n'aurait-il pas été ex-fermier, qu'en ces derniers jours de la Terreur il n'aurait pas échappé à la mort. Sourd aux conseils de ses amis, il aurait fait hâter son procès et sera condamné cinq jours seulement avant la chute de Robespierre.
Le dernier des fermiers condamné était un musicien, compositeur et historien de la musique, cartographe et grand voyageur. Homme de lettres, on lui doit un livre de pensées et maximes où l'on peut lire « Deux choses manquent ordinairement à la fortune, de l'avoir bien acquise et d'en user sagement », que bon nombre de ses collègues fermiers auraient dû méditer.

## Les rescapés de la guillotine
Les trois derniers inculpés du premier procès ont été mis hors des débats par le Tribunal révolutionnaire dans sa séance du 19 floréal an II et réintégrés dans la maison d'arrêt. En dehors des soutiens divers qu'ils reçoivent pour leur défense, ils sont mis hors des débats sur l'attestation des citoyens réviseurs qu'ils n'avaient eu aucune gestion et qu'ils n'avaient été intéressés dans aucun des baux concernés :
- René Albert Sanlot de Bospin (1734-1811), 65 ans, natif de Rouen, régisseur général adjoint à la Ferme générale pendant le bail David, ayant les généralités du Soissonnais et de la Picardie, chargé des aides des généralités de Lyon, Moulins, Bourges et Orléans. Sous-fermier dans le bail David, il devint après 1780 l'un des régisseurs de l'administration générale des Domaines. Libéré comme les deux autres adjoints le 2 fructidor.

- Clément François Philippe Delaage de Bellefaye, 35 ans, natif et demeurant à Paris, adjoint à son père et ex noble comme lui. Il bénéficiera dès le 4 brumaire an II (25 octobre 1793)[43], et renouvelé le 6 floréal[44], du soutien des officiers municipaux et des habitants de Bry-sur-Marne attestant qu'il était un zélé défenseur de la République et avait été désigné, à l'unanimité commandant de la Garde Nationale. Il sera néanmoins traduit devant le tribunal le 16 floréal et libéré le 2 fructidor après l'arrêté du comité de sûreté générale ordonnant la mise en liberté des trois inculpés.

- Étienne Marie de La Hante, 50 ans, natif de Crépy-en-Valois (Oise) adjoint à la Ferme depuis 1785. Il recevra le soutien du comité révolutionnaire de surveillance de la section des Tuileries, attestant de l'absence de plaintes à son égard et des preuves de son civisme[45].

Plusieurs autres fermiers, bien qu'arrêtés, échappent aux poursuites sans être déférés au Tribunal révolutionnaire :
- Jean Baptiste Chicoyneau de Lavalette, né à Paris en 1752. Emprisonné, il aurait été libéré sur l'intervention de Dupin, avec Doazan fils, c'est ce qu'il affirme dans sa motion d'ordre à la convention[47]. Son père, Jean Joseph avait été fermier jusqu'au bail Henriet (1762) et décède en 1776. En 1790, il succède à son cousin germain Jean-Baptiste Tavernier de Boullongne de Préninville qui reprendra sa charge dès l'annonce de l'arrestation des fermiers. Le décret du 20 mars 1791 supprime la Ferme générale et met un terme au bail de Jean Baptiste Mager le 1er avril suivant. Il n'a donc siégé que quelques mois et en tout état de cause pas participé à la distribution des produits, la suppression du bail étant rétroactive au 1er juillet 1789. Il figure sur la liste des fermiers du bail Mager de 1790 et 1791 sous le nom de La Valette, mais pas sur l'état nominatif (« liste de nivôse »[18]). L'intervention de Dupin dans sa libération reste à démontrer.
- Jean Doazan, sous-fermier dans la part de son père Pierre Eloy Doazan qui s'est suicidé en août 1793, mis en liberté « après mûr examen et des renseignements précis sur sa conduite révolutionnaire ». Franc-maçon[48] comme son père qui avait été capitaine d'un bataillon des Feuillants en 1789.
- Jean Jacques Marie Verdun. Il sera arrêté, mais non déféré au tribunal le 16 floréal, à la suite des interventions répétées des autorités et des habitants des communes de Colombes et de Champigneulles (district de Nancy) et des preuves apportées de son civisme et de son esprit républicain[49]. Il sera libéré le 27 thermidor an II (14 août 1794).
- Alexandre, Marc, René Étienne d'Augny, arrêté par la section du Mont-Blanc sur la base de la « liste de nivôse »[18] alors qu'il avait quitté la Ferme depuis 1768. Il ne fait pas partie des inculpés des procès de floréal, mais n'est pas libéré pour autant. Après l'avoir arrêté, le comité révolutionnaire de la section de Mont Blanc lui décerne le 23 thermidor an II, ainsi qu'à Sanlot et Delaage fils, un brevet de civisme. Il paraît avoir été libéré en même temps qu'eux.

## Les oubliés de la guillotine
La « liste de nivôse » est troublante : destinée à faciliter les arrestations, elle contient des indications sur la situation de certains prévenus qui sont fausses ou destinées à faire croire que les enquêtes sont inutiles. Ainsi est-il écrit que d'Hauteserve n'a jamais été fermier alors qu'un Gauthier d'Hauteserbes est fermier dans la dernière année du bail David, que Rougeot est âgé de 75 ans, pauvre et atteint de la maladie de la pierre ce qui n'empêchera pas sa condamnation. Par ailleurs rapprochée des listes des fermiers publiées dans l'Almanach royal, elle comporte des manques importants.
Certains fermiers, tels Charles Adrien Prévost d'Arlincourt qui fera partie des condamnés du 16 floréal, sont, à tort, désignés comme morts sur la liste des fermiers généraux. Il semble bien que le sort de certains fermiers généraux ait été le jeu de forces contraires visant à les épargner ou à les faire condamner. Des recherches restent à faire sur l'ensemble des fermiers ayant échappé aux poursuites.

### Les oubliés

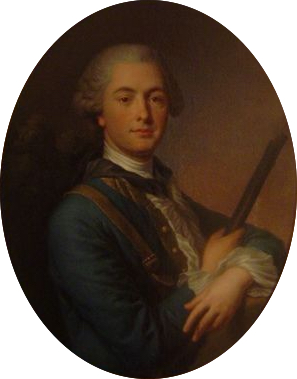
André Pierre Haudry de Soucy

- André-Pierre Haudry de Soucy (1736 - 1815) est dit banqueroutier ce qui est exact ; fermier général, adjoint de son père de 1756 à 1768 puis titulaire de 1768 à 1781, il fit une banqueroute en février 1781, une danseuse de l'opéra Mlle Laguerre a contribué pour beaucoup à sa ruine. Il ne semble pas avoir été poursuivi et décède en 1815. Protecteur des écrivains, il disposait d'une très riche bibliothèque qui fut dispersée en 1781, amateur de la musique de son temps. André Haudry était l'un des plus fermes soutiens du Concert des Amateurs qui se tenait tous les mercredis à l'Hôtel de Soubise de 1770 à 1781, sa ruine mit fin aux réunions de cette société passionnée de musique qui rétribuait les musiciens par une souscription faite entre les associés. Collectionneur, André Haudry de Soucy avait acheté des tableaux lors de la vente du cabinet de Paul Louis Randon de Boisset fermier général grand amateur d'art.

- Varanchan de Saint Genies, place Louis Le Grand près de la Chancellerie, adjoint de Boulogne de Préninville. Paul Varanchan de Saint Genies. Officier, puis fermier général adjoint de son oncle Chalut de 1776 à 1780; Maître d'hôtel de Madame, comtesse de Provence, de 1777 à 1787 ; colonel en Hollande en 1787 ; ruiné, passe au service de la Russie puis rejoint les princes émigrés; participe aux réseaux contre-révolutionnaires royalistes ce qui entraîne son exclusion du bénéfice de la loi d'amnistie des émigrés en 1802. Rentré en France à la Restauration, décédé le 16 octobre 1820

- De Luçay, rue de la Madeleine, à la Ville L'évêque. Il s'agit de Charles Legendre de Luçay, (1754- 1836), il succéda à son père, Philippe Charles Legendre de Villemorien, décédé en avril 1789, il ne paraît pas avoir fait l'objet de poursuites.. Le 26 frimaire An II , le Comité de Sureté Général de la Convention  demanda sa mise en liberté. En effet , maitre de forges, sa présence etait necessaire a la fabrication des boulets et munitions dont avit besoin les armées de la République[50]. Administrateur de l'Indre sous le Directoire, il fera une carrière préfectorale sous l'empire et finira premier préfet du Palais de l'Empereur

- Gaudot de la Bruere, rue de Grammont, adjoint de Jean-Marie d'Arjuzon (1713-1790), Edme Gaudot de la Bruere (1734-1807) Fermier général de 1776 à 1780 ne paraît pas avoir été inquiété
- Taillepied, rue Richelieu près le Boulevard. Jean Baptiste Taillepied de Bondy, (1741- 1822) Ancien receveur général des finances de la Généralité d'Auch, puis fermier général dans les trois baux concernés. Il ne paraît pas avoir été inquiété

### Les cas restant à éclaircir
- Bertin de Blagny, rue d'Anjou, au Marais, fermier du bail David. Il pourrait s'agir de Louis Auguste Bertin de Blagny[51], financier, trésorier des fonds particuliers du roi entre 1772 et 1788, encore vivant le 6 octobre 1792[52], serait, sans source assurée, décédé à la fin de cette même année.

- De Moustelon, place Louis XV

- Desmarets, rue des Bons Enfants, adjoint de Philippe Charles Legendre de Villemorien (père de Jean-Baptiste-Charles Legendre de Luçay)

- Damneville, rue de Paradis, entré dans le bail David en 1776, ne figure pas dans les baux Salzard et Mager, ni dans les régies des Aides et des Domaines.

- Claude Étienne François de Luzines, rue Louis-le-Grand. Alors qu'il figure sur l'almanach de 1791, est indiqué mort sur la « liste de nivôse »[18].

### Les situations éclaircies

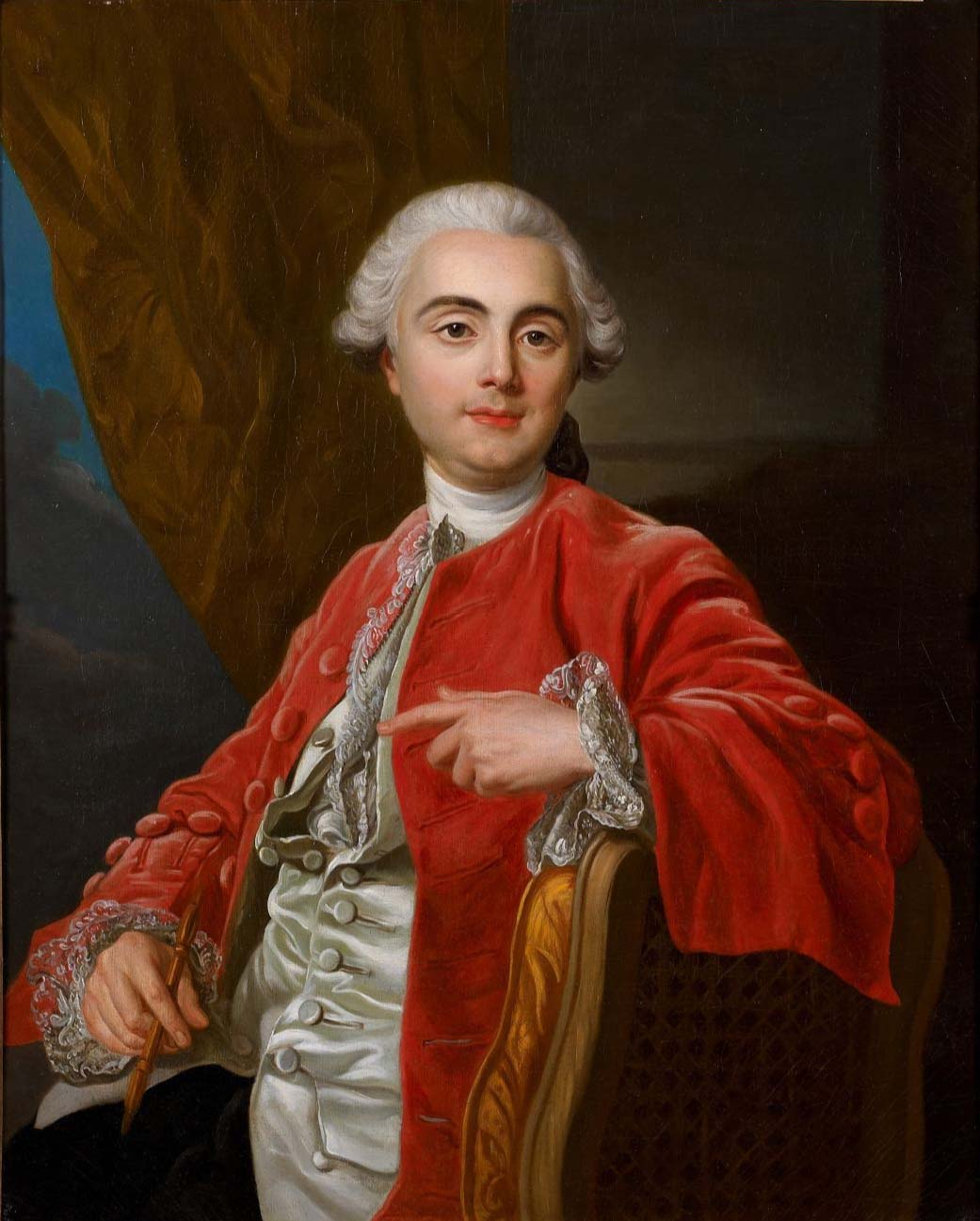
Laurent Grimod de La Reynière par Van Loo (avant 1771).

- Louis Varanchan, chaussée d'Antin, près la Barrière. Issu d'une famille bourgeoise de Provence, il est l'oncle de Varanchan de Saint Genies. C'est grâce à sa mère, nourrice de la fille aînée de Louis XV qu'il entre dans la Ferme. Commis au bureau des finances, puis directeur des Fermes à Limoges (1754-1758) et à Saint-Quentin (1758-1762). Fermier général de 1762 à 1791, il décède le 7 novembre 1792 à Paris
- Duvaucel, rue du Faubourg Saint-Honoré no 18. Il doit s'agir de Louis Philippe Alexandre Duvaucel, condamné lors du procès du 16 floréal. Un fils, le naturaliste Alfred Duvaucel, né en 1793.
- Edme Gauthier d'Hauteserve figure sur la « liste de nivôse »[18] avec la mention « n'a jamais été fermier général ». Ancien commis aux Aides, puis directeur à Rethel, il n'apparaît sur aucune liste des fermiers. Il décède en 1844 [53]. Toutefois figure sur la liste des fermiers généraux de la 4e année du bail David un «Gautier d'Hauteserbes», rue Saint-Thomas-du-Louvre dont on ne retrouve aucune trace; il pourrait s'agir d'Edme Gauthier d'Hauteserve né en 1757, fils d'Edme Jean Gauthier d'Hauteserve décédé en 1772, ancien fermier général.
- Pierre Eloy Doazan, père, rue Saint-Honoré, Petit Hôtel de Noailles. Il se serait suicidé en août 1793[54]. Son fils sera libéré.
- Laurent Grimod de La Reynière, rue de la Grange-Batelière, fils de fermier général, fermier lui-même de 1756 à 1780. Il décède à Paris le 6 nivôse an II, quelques mois avant le procès du 16 floréal, qui vraisemblablement ne l'aurait pas épargné. Mécène et gastronome, il est le père du gastronome Alexandre Balthazar Laurent Grimod de La Reynière (1758-1838)
- Guillaume Périer, hôtel de Toulouse, rue La Vrillière. Il fut successivement fondé de pouvoir du comte d'Eu, secrétaire des commandements du duc de Penthièvre et membre de son conseil. En 1784, Guillaume de Périer, baron de Mirandol, était conseiller du roi Louis XVI, secrétaire général de la marine de France, et administrateur général des domaines de Sa Majesté. Il devient fermier dans le bail Mager et meurt à Paris le 27 août 1792[55].
- Jean Marie Eusèbe Baconnière de Salverte, rue des Amandiers près Popincourt, né en 1727 à Rennes, issue d'une famille anoblie au XVIIe siècle, fermier, associé à Jean-François Le Roy de Senneville (1715-1784), dans le bail David poursuivra sa carrière de fermier, après 1780 dans l'administration des Domaines. Il décède, à Paris le 27 janvier 1792. Un fils : Eusèbe Baconnière de Salverte
- Jacques de la Hante, rue Saint-Honoré, vis-à-vis les Jacobins, décédé le 11 novembre 1792 à Paris. Il s'agit de l'oncle d'Étienne-Marie Delahante mis hors des débats le 17 floréal
- Jacques Charles Taillepied, rue Neuve des Mathurins, près celle Thiroux. Il ne peut s'agir de Charles Claude Taillepied de Bondy (1767-1843), fils de Jean Baptiste, trop jeune pour être fermier du bail David. Receveur général des finances du Maine-et-Loire, il émigra en 1795. Le fermier du bail Mager paraît bien avoir été son père.
- Alphonse-Denis Marie, Vismes de Saint Alphonse, rue Saint-Honoré près les Feuillants, il s'agit de l'auteur dramatique et librettiste, mort le 18 mai 1792. Il a effectivement eu des intérêts dans le bail Mager et est cité à ce titre dans plusieurs ouvrages et notamment ceux de Vida Azimi, Jean Clinquart et Yves Durand. Au XVIIIe siècle, il avait fait bâtir à Passy, sa «folie», dont le parc aurait pu inspirer Watteau. Il y fit ériger un théâtre où l'on dut jouer Marivaux et Beaumarchais.
- Jean Maurice Louis Faventines de Fontenilles (4 aout 1726 - 8 juin 1792 Le Vigan), marquis de Roquefeuil, vicomte d'Alzon, seigneur de Mont Saint Père, fermier général des Etats de Provence et du Languedoc, intendant de la duchesse de Bourbon, trésorier receveur et payeur des gages en la chancellerie du parlement de Bourgogne.

## Quel jugement sur la Ferme et les Fermiers
Ne serait-ce qu’au travers du déroulement du procès des fermiers généraux, qui est aussi le procès de l'institution, et l'image particulièrement négative qu’il a laissé des fermiers et de la compagnie dans l'histoire et les mentalités collectives, ce jugement paraît bien sévère. Pour autant, faut-il réhabiliter les fermiers, certainement pas, mais le jugement porté tant sur l'institution que sur ses acteurs mérite d'être largement nuancé.

### Le contexte historique

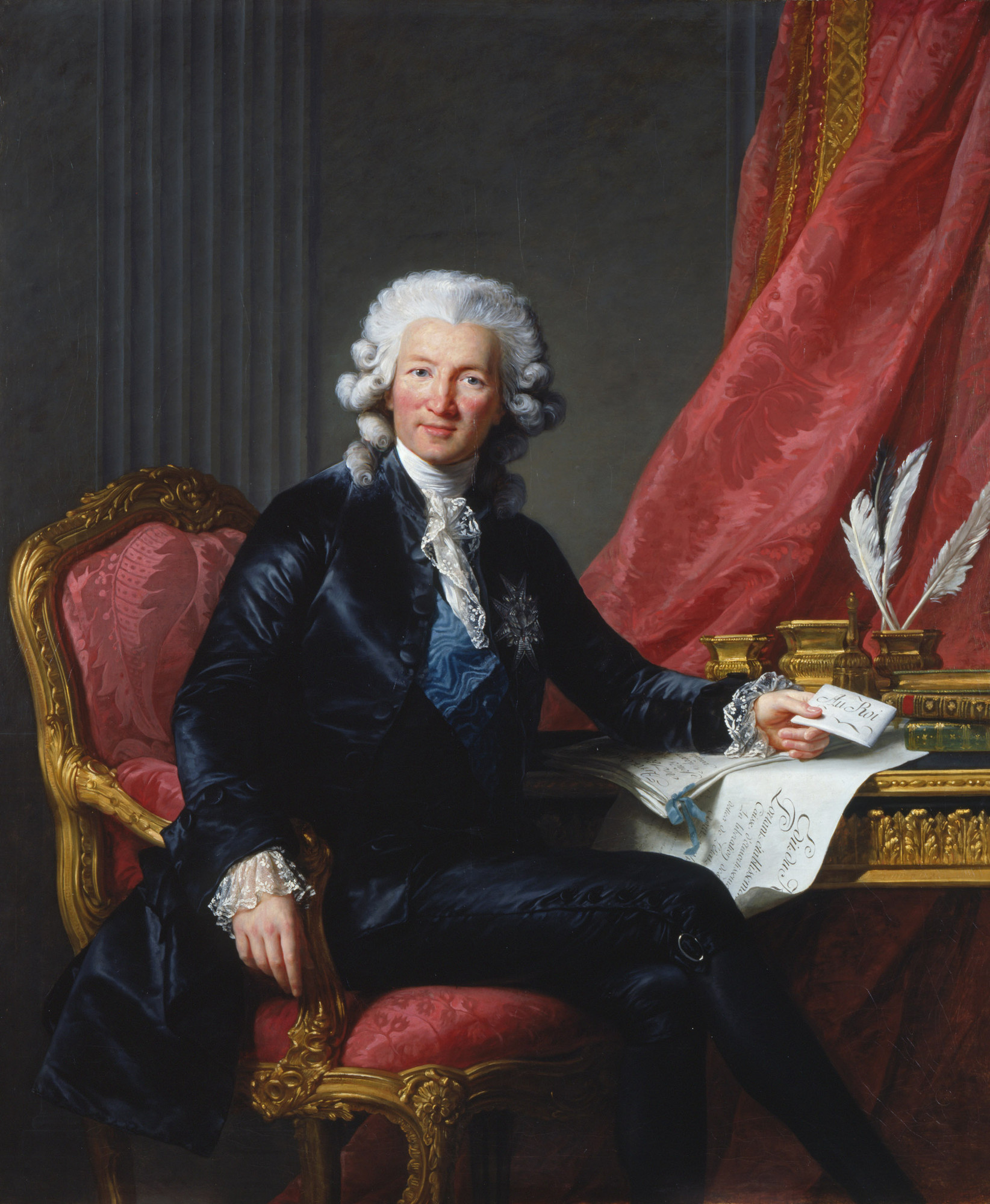
Charles Alexandre de Calonne Contrôleur Général des Finances (1783-1787)

Les fermiers sont responsables d'un système fiscal particulièrement complexe, profondément injuste dans sa répartition, sans lien avec la situation financière et les facultés contributives des assujettis. Le territoire n'est pas fiscalement unifié, l'assiette de l’impôt varie selon les pays tant pour la gabelle que pour les aides, favorisant la fraude à tous les niveaux et impliquant un dispositif impressionnant de contrôle et de répression. Les fermiers n'étaient pas chargés de l'élaboration de la norme, mais de sa seule mise en œuvre. Ils ne peuvent être tenus responsables d'un dispositif dont l'ancienneté des dispositions tenait lieu de brevet d'efficacité.
Jusque vers le milieu du XVIIIe siècle, la royauté est relativement désarmée pour évaluer le prix des différentes catégories d'impôts qu'elle donne à bail. Elle n'a pas davantage de moyens de contrôler l'activité de la Ferme et l'exactitude des résultats qu'elle affiche. Les rentrées fiscales demeuraient aléatoires, les conséquences des guerres des dernières années du règne de Louis XIV, la période difficile de la Régence et la faillite de la Compagnie des Indes étaient encore dans l'esprit de tous les contrôleurs généraux des finances. Quand, en 1726, se met en place le bail unique de la Ferme Générale, il paraît légitime au pouvoir de laisser les fermiers percevoir une part substantielle des recettes fiscales en échange de la prise en charge des risques de la perception.
À partir des années 1750, d'une part la Ferme se structure, notamment au niveau de son administration centrale, tant au plan de ses effectifs, de leur formation et de leur encadrement, que de son fonctionnement interne. Les services locaux, eux-mêmes très hiérarchisés, sont mieux et étroitement encadrés, la centralisation comptable renforcée.
Parallèlement le Contrôle général des finances se renforce et se professionnalise. L'évaluation des baux devient plus précise et l'approche du risque change.
À partir du bail Henriet (1756), les choses s'accélèrent, d'un contrat de louage pur et simple, on passe à un contrat de louage avec participation aux bénéfices et à partir des années 1780, au moins pour les Régies des Aides et des Domaines à un contrat de louage assorti d'une rémunération fixe et d'un partage des recettes. La Compagnie a accepté ces évolutions qui s'accompagnaient à chaque négociation pour le renouvellement du bail de prébendes diverses, versées à tous les niveaux, auxquelles elle ne voulait, ni ne pouvait, s'opposer mais dont elle s'attachait à minimiser les effets dans le cadre de la négociation sur le prix. Dans le climat de corruption qui régnait dans les dernières années du règne de Louis XV, les fermiers ne pouvaient pas se dispenser de recourir à de telles pratiques.
Il faut attendre les années 1780, pour que croupes, pensions et autres pots-de-vin disparaissent sous l'impulsion de Calonne puis surtout de Necker.

### La Compagnie des Fermes

#### Une efficacité reconnue
Elle devient progressivement une organisation d'une redoutable efficacité.
Sur le plan organisationnel, elle avait posé au moment de sa disparition toutes les règles de fonctionnement des services, tant centraux que locaux, sur lesquelles s'appuieront l'ensemble des services de gestion de l'impôt. Ce constat est particulièrement vrai pour la Direction de l'enregistrement. Elle met en place une extrême centralisation, qui fait remonter la moindre chose à l'échelon central, les archives conservent des exemples nombreux concernant aussi bien la moralité des commis, l'activité des surnuméraires, que des erreurs de perceptions ou des débets dans des postes comptables dont les recettes étaient insignifiantes. La compagnie avait substitué à l’absence de moyens techniques de l'époque, une organisation hiérarchisée quasi militaire avec un contrôle exigeant de chaque niveau d'intervention. Ce schéma perdurera durant tout le XIXe siècle dans l'ensemble des administrations financières.
Ce système imposait une présence constante des fermiers et on peut leur faire grâce du procès en fainéantise dont ils ont parfois été accusés. Si un nombre réduit d'entre eux, souvent imposés par l'extérieur, n'avaient qu'une activité réduite, la plupart, comme le montre la répartition de leurs départements et le fonctionnement des comités, étaient nécessairement régulièrement très présents
Sur le plan de la réglementation, le corpus de règles qu'elle fixe pour l'assiette des droits indirects, les droits de douane et de contrôle des actes, lui survivront très longtemps. Sur ce terrain, quelle meilleure caution que celle de Joseph Caillaux, qui porte sur l'organisation un jugement sans nuances « au contraire la ferme générale a organisé avec une science parfaite l’administration des impôts indirects, Elle a formé un remarquable corps d'agents familiers avec toutes les questions que posent l'assiette et la perception de ces taxes.Ce sont "les échappés de la ferme générale", selon l'heureuse expression de Dupont de Nemours, qui peuplent les bureaux. »
On peut en dire de même pour les droits d'enregistrement et d’hypothèques, les services qui géraient cette partie de la fiscalité utilisaient encore en 1948, les termes "forcement", "surnuméraires", "garde-magasin" "sommier des découvertes", " consignations" dans leurs acceptions du XVIIIe

#### Un aveuglement coupable

##### Le fonctionnement des brigades
L'assiette et le contrôle des gabelles, des Aides et des Traites ne pouvaient reposer que sur l'intervention des brigades. Elles disposaient d'un pouvoir sans contrôle de saisies, perquisitions, usage des armes à feu, etc. Les incidents étaient nombreux.
Si rigoureuse avec les responsables de ses greniers, manufactures et comptables, l'administration de la Ferme ne paraît pas s’être beaucoup interrogée sur le fonctionnement de ses brigades. Si l'on prend, à titre d'exemple, le compte rendu de l'inspection de M. de Caze  en Bourgogne  montre bien qu'il ne s’intéresse dans son rapport qu'au fonctionnement des brigades, leur positionnement, les résultats des saisies.
Ce n'est pas pour autant qu'il méconnaît cette problématique et lors de son arrivée à Louhans, il visite la prison de la Ferme, y trouve 17 prisonniers « tous misérables » et fait relâcher 5 des 6 femmes car malades ou chargées de famille. Il relate le fait dans son rapport, mais il n'est pas de nature à l'amener à une réflexion ou des propositions sur l'application de la règle par les brigades et ses conséquences sociales.
Ce comportement n'est pas une exception, il apparaît que la Ferme, quand bien même le comportement de ses brigades était au cœur des critiques envers l'institution, a privilégié l'efficacité à l'application mesurée des pouvoirs détenus par des hommes mal encadrés, mais aussi mal payés et mal instruits y compris des règles dont ils avaient la charge.

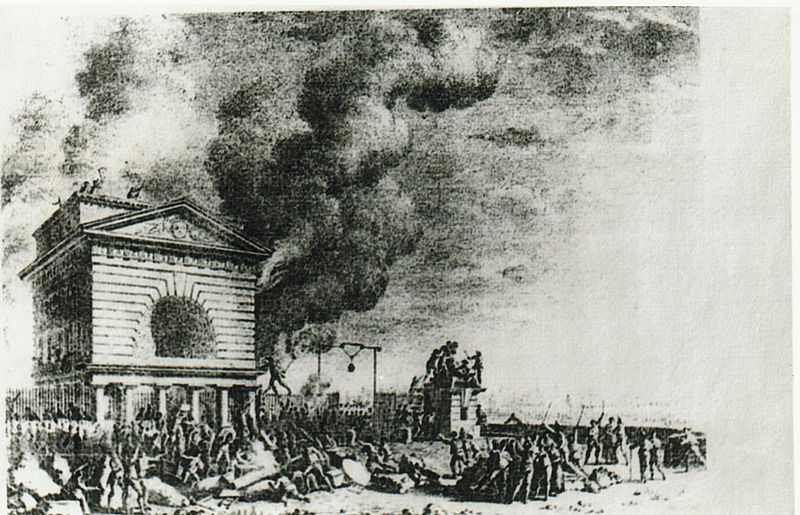
Incendie des barrières lors de la révolution

##### Le Mur des fermiers généraux et la réforme des entrées de Paris
Depuis 1780, la Ferme a perdu les Aides et ne conserve que les entrées de Paris. Elle va rechercher à rentabiliser au maximum cette source de rentrées. Il est raisonnable de s'interroger sur l'opportunité politique en 1784 de ceinturer Paris et colmater au maximum les brèches réglementaires facilitant l'entrée sur la capitale de denrées vendues, certes en fraude, mais à plus bas prix. Lavoisier et donc la Ferme est à l'origine de ces réformes qui vont grandement mécontenter toutes les classes d'une capitale déjà bouillonnante.
Cet épisode est une bonne illustration de cet aveuglement de la Compagnie, qui ne pouvait méconnaître les lourds risques que faisait peser le système sur ceux qui en avaient la  conduite. Soucieuse d'une rentabilité immédiate, la Ferme s'est attachée, avec succès, à en porter l'efficacité à son degré maximum et a, en même temps, contribué à causer sa propre perte.

##### Les débats fiscaux duXVIIIesiècle
C'est sans doute pour les mêmes raisons, que même tardivement, la Ferme ne semble pas s'être intéressée aux débats fiscaux de la fin du XVIIIe. Bien avant la Révolution, les encyclopédistes et les physiocrates avaient vigoureusement critiqué les abus, les incohérences dans l'application des droits de contrôle.

En 1760, Mirabeau publie sa Théorie de l'impôt, il demande la suppression des impôts indirects. C'est le cœur  des attributions de la Ferme qui est visé.« l'intervention et la fatale vigilance des Fermiers  fait-elle accroître les produits ? …les fermiers amènent-ils le Commerce ? Ce sont au contraire ses pires ennemis…. S'ils découvrent un filet de commerce, ils ne tendent qu' à asseoir dessus un droit de péage, qu' à l'arrêter par cent formalités insidieuses. [devant la Ferme] tout s'agite, tout s'écarte, tout fuit, tout se cache » . Ce réquisitoire ne laisse aucune place à la Ferme  et c'est « une erreur énorme d'interposer une autorité ou une agence quelconque entre la contribution des Sujets  et la recette du Souverain »

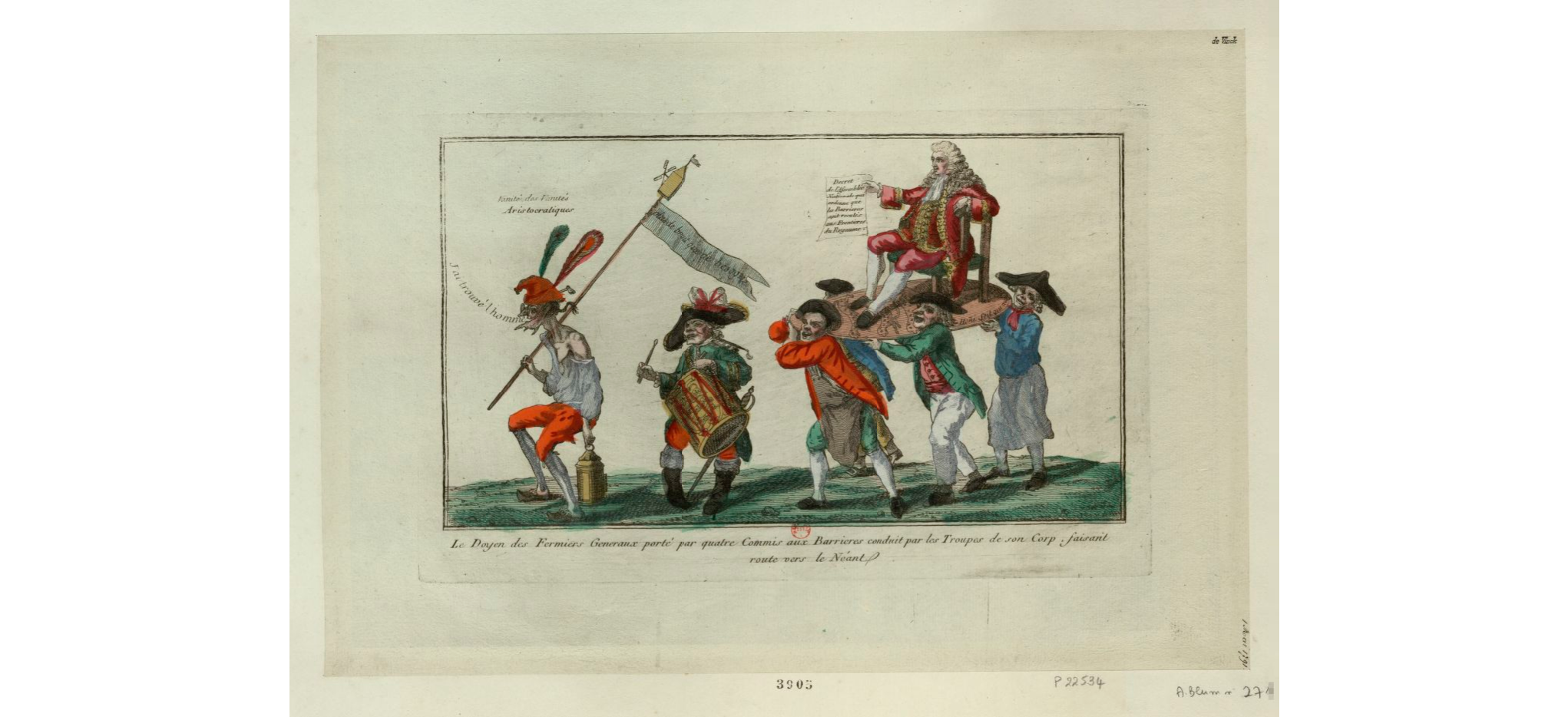
Le Doyen des Fermiers généraux en route vers le Néant

En 1765 , une brochure anonyme  avait porté de sévères jugements sur la Ferme en général, l'ensemble des impôts qu'elle gérait, tant le cœur de ses attributions que les Aides et les droits domaniaux : 
« Ce n'était pas assez d'avoir établi l'inquisition la plus odieuse dans les maisons des Citoyens; … d'avoir puni comme fraude la forte consommation que l'on devait encourager; enfin d'avoir puni les hommes sans les avoir convaincus: il ne restait plus aux Financiers qu' à laisser leurs commis maîtres absolus  du sort de ces mêmes citoyens, qu'ils supposent, quand bon leur semble, en telle espèce de fraude qu'ils jugent à propos » ; et quelques pages plus loin « Tous les pactes de famille, toutes les sortes de conventions innombrables, qui se font entre les hommes paient des droits immenses… . Les actes qui constituent les propriétés des Citoyens,&, ce qui est bien plus terrible encore,  ceux qui constituent leur état et leur honneur, sont livrés à l'avide curiosité des Traitans, qui les tournent sous tous les sens pour découvrir celui qui les rendra susceptibles des plus grands droits, & qui souvent n'a pas été celui des contractants » 
Dans les années 1780, les critiques s'accumulent. Guillaume-François Le Trosne, cite un rapport de la Cour des Aides qui dans une adresse au roi en 1775 écrivait  au sujet de la gabelle « L'impôt l'a porté à 25 fois au-dessus de sa valeur de première main …, il a réduit la consommation intérieure au plus étroit nécessaire, il a privé la culture d'un engrais pour les terres & d'un préservatif nécessaire aux bestiaux, … il a jeté dans la désobéissance un nombre considérable de vos sujets, . . . il vous force pour réprimer des contraventions continuelles à avoir le bras toujours levé sur vos sujets & à décerner des peines destinées aux crimes … contre des délits… .Cet impôt vous donne 45 millions mais il produit la misère publique » et plus loin sur lois des Domaines « qui portent sur tous les actes passés entre les citoyens et s'arbitrent suivant la fantaisie du Préposé, qui sont établies sur des lois si obscures et si incomplètes, que celui qui paie ne peut jamais savoir ce qu'il doit, que souvent le fermier ne le sait pas mieux, et qu'il est Législateur souverain dans des matières qui sont l'objet de son intérêt personnel,[sont] des abus intolérables » Il propose une solution  il faut supprimer la Ferme radicalement et non par degrés et il existe un moyen de lever tous les obstacles c'est « de faire concourir la Nation à la réforme et de gagner l'opinion publique en exposant avec franchise et exactitude tout ce que coûte aujourd'hui la Ferme directement et indirectement et tout ce que la nation gagnera à sa suppression »
En 1783, dès sa prise de fonction, Calonne révèle les grandes lignes de son plan de réformes  dans son discours devant la Chambre des comptes, où il se rend escorté par des maîtres des requêtes, des intendants des finances et des députations des fermiers généraux, le 13 novembre 1783 : « Ce sera pour moi le plus parfait bonheur si, aussitôt après avoir franchi l’espace laborieux qu’il faut parcourir pour l’acquittement des dettes de la guerre, je puis parvenir à l’exécution d’un plan d’amélioration qui fondé sur la constitution même de la monarchie, en embrasse toutes les parties sans en ébranler aucune, régénère les ressources plutôt que de les pressurer, éloigne à jamais l’idée de ces remèdes empiriques et violents dont il ne faut même pas rappeler le souvenir, et fasse trouver le vrai secret d’alléger les impôts dans l’égalité proportionnelle de leur répartition, aussi que dans la simplification de leur recouvrement. » C'était un vibrant appel à la réforme fiscale.

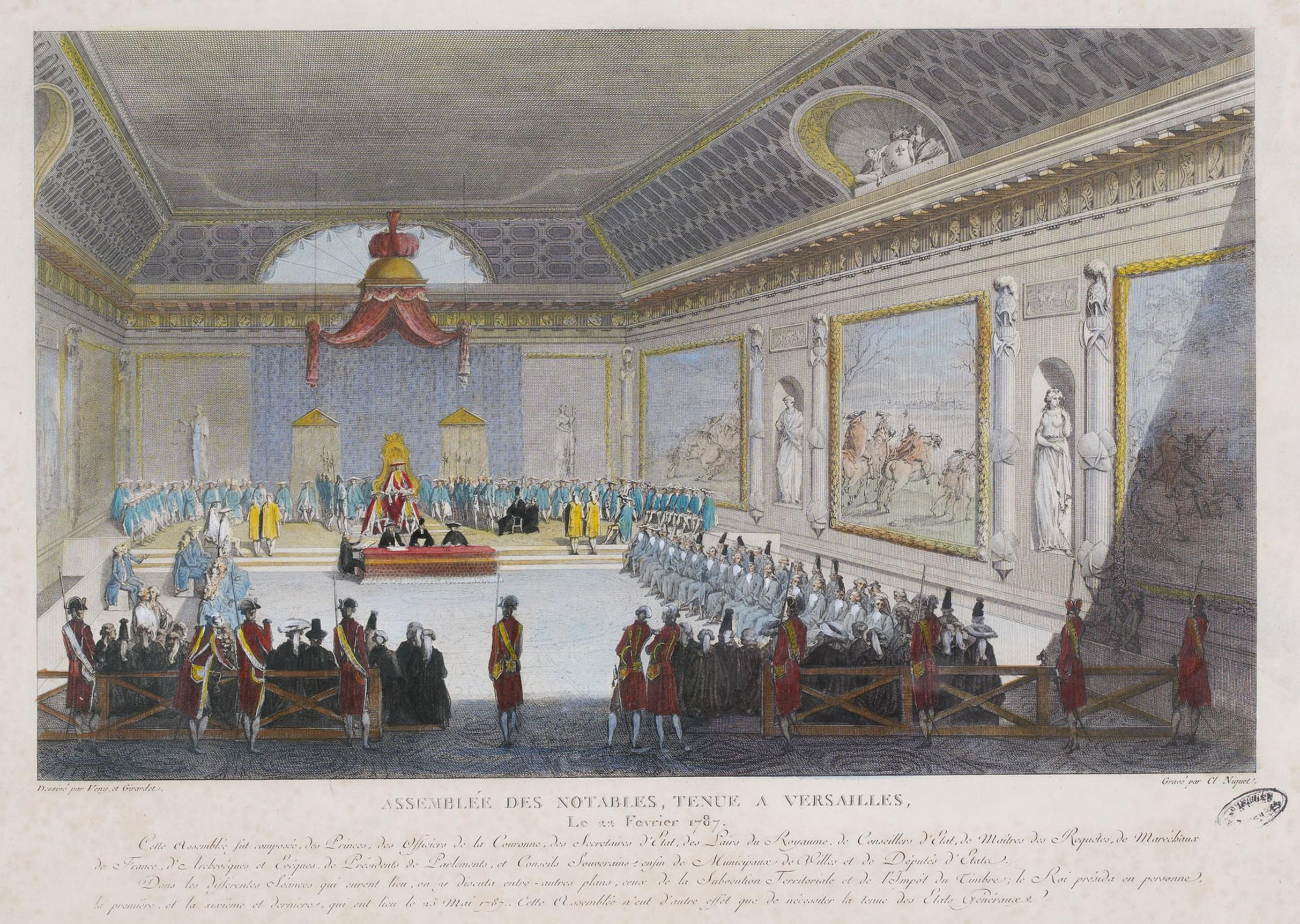
Assemblée des Notables de 1787

L'Assemblée des Notables  de 1787  condamne la gabelle, « la gabelle est jugée. Son régime est décidé de nature si défectueuse qu'il n'est pas susceptible de réforme »
Pour autant, Lavoisier, esprit curieux, qui s’intéressait aux sujets les plus divers particulièrement dans le domaine financier où il a joué un rôle important jusqu'en 1791, non seulement n'a laissé aucun écrit sur le système fiscal de l'époque et ses perspectives d'évolutions souhaitables, mais encore a été à l’initiative de mesures, certes efficaces sur le maintien de l'existant, mais fortement impopulaires.
Il est vrai que la violence des critiques ne laissait plus de place aux fermiers dans le nouveau système fiscal, que le débat Ferme ou Régie ne leur était pas favorable et qu'ils avaient su faire chuter le Contrôleur Général des Finances qui en 1783 voulait transformer la ferme en régie, contribuer à mettre en échec les réformes de Calonne et de Loménie de Brienne et œuvrer au retour du pragmatique Necker qui leur était plus favorable.
La Compagnie n'avait pas compris qu'il fallait tout changer pour que rien ne bouge.

### Les fermiers généraux
Ce microcosme est en tout point comparable à la société du XVIIIe siècle, de la bourgeoisie aisée à la noblesse. Les quelques fermiers de basse extraction et sans fortune, sont des protégés de tel ou tel fermier qui, ayant perçu leurs capacités, avait favorisé leur carrière, d'abord dans les services de la Ferme puis permis leur admission dans la Compagnie. Les fermiers comportent autant d'érudits, de savants, mécènes, personnalités extravagantes ou dépensières jusqu'à l'insensé, d'hommes de bien que les autres groupes de la société.
Ils ne méritent ni pire, ni meilleur jugement que l'ensemble du corps social auquel ils appartiennent et encore moins une condamnation globale du fait de leur appartenance à la Ferme.
Jusque dans la liste des condamnés, il est facile de retrouver cette constante, un monde sépare les fastes de Jean Joseph de Laborde, des préoccupations du savant Lavoisier, ou de l'esthète Jean Benjamin de Laborde. Ni les uns, ni les autres n'ont de point commun avec Jean Jacques Marie Verdun, arrêté comme les autres fermiers, mais qu'une pétition signée du maire de Colombes, du curé, du juge, d'une centaine de chefs de famille et une manifestation de la population locale devant la Convention en raison de ses largesses et bienfaits envers les plus démunis et toute la communauté locale, arriveront à faire élargir avant le procès du 16 floréal.
Seul particularisme, mais il est de taille, ils sont les plus riches, avec les banquiers, de toutes les classes sociales et cette opulence, qu'un grand nombre affiche, parfois avec ostentation, leur sera fatale.
Ils n'étaient dans leur très grande majorité pas favorables à la révolution, à tout le moins à celle postérieure à l’Assemblée législative. Prudents, peu d'entre eux semblent avoir activement milité pour la chute de la république et le retour de la royauté. Un très petit nombre d'entre eux ont émigré, laissant à penser qu'ils ne se sentaient pas menacés par le nouveau régime.

### La Terreur

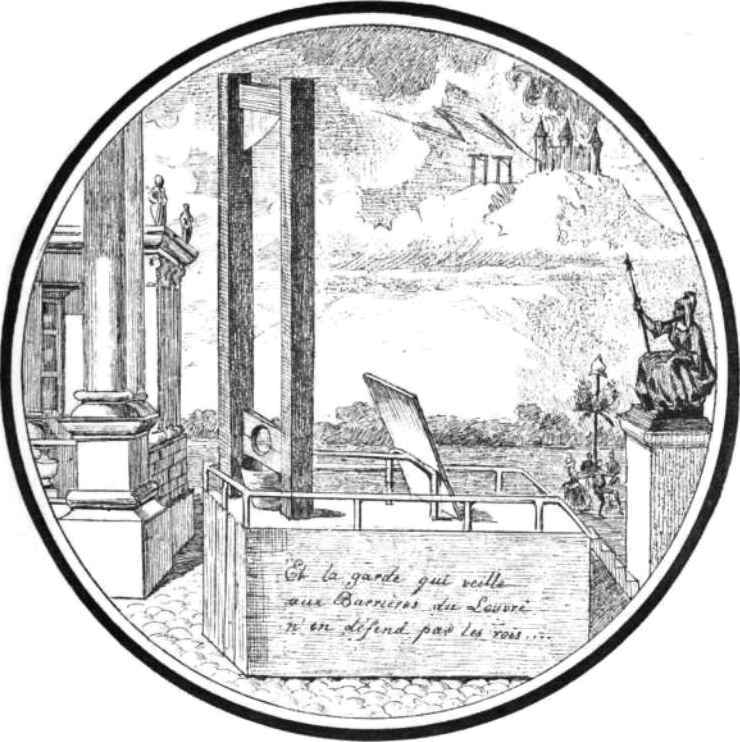
Et la garde qui veille aux Barrières du Louvre n'en défend pas les rois

Ce jugement, sévère sur le déroulement des procès, nuancé sur la Ferme et les Fermiers, ne doit conduire à aucune conclusion ou jugement sur la Terreur. La radicalisation de la Révolution, pour la rendre conforme à son discours, arbitre toutes les luttes politiques et finit par amener au pouvoir « la figure la plus pure de ce discours ». Pour Robespierre, en effet, la Terreur  doit amener le règne de la vertu et la guillotine est l'instrument du partage entre les bons et les méchants. « …[L]'idéologie finit par être pour quelques mois coextensive au gouvernement lui-même. Dès lors, tout débat perd sa raison d'être, puisqu'il n'y a plus d'espace à occuper entre l'idée et le pouvoir, ni de place pour la politique, que le consensus ou la mort ».
La Terreur, c'est effectivement 2 800 morts, mais c'est aussi, sans adhérer à la thèse qui voudrait réduire la Terreur aux périodes de détresse et de défaites en faisant des circonstances son principe explicatif, contribuer à permettre à la France de résister à l'ensemble des pressions militaires intérieures (soulèvement de la Vendée), extérieures (coalition autrichienne et prussienne). Il fallait sauver plus que la Patrie, la Révolution elle-même.
Les « terroristes » sont des bourgeois éclairés, nourris de Rousseau, de l'Encyclopédie. Certains avaient avant la Révolution fait de très belles carrières à l'image de l'acteur Collot d'Herbois ou du médecin Marat, qui est tué juste avant la Terreur mais en est un des théoriciens. Ils ont souvent entretenu des relations de grande proximité et très amicales avec leurs victimes. Ce sont des hommes imprégnés des valeurs des Lumières et c'est au nom de la défense intransigeante de l'individu et de la liberté qu'ils vont aller jusqu'au paroxysme.
Ils n'appartiennent pas tous à la Montagne :   Ainsi Barère qui, pour Denis Richet « fut la tête pensante du 9 Thermidor »; mais qui aussi « était la Plaine, ralliée au gouvernement révolutionnaire tant que celui-ci lui avait semblé indispensable pour sauver la Révolution, mais désireuse d'effacer terreur et dictature dès lors que la Révolution lui semblait sauvée ».
Ce sont des partisans de Robespierre qui avaient appliqué les mêmes méthodes, comme Fouché à Lyon ou Tallien à Bordeaux, qui sont à l'origine du 9 Thermidor. La réaction thermidorienne qui s'ensuivra ne sera pas moins violente : le 9 Thermidor, c'est une centaine d'exécutions sommaires, l'épuration du club des Jacobins et des sections parisiennes, d'une rare violence qui n'est pas sans rappeler les Massacres de Septembre 1792. Les Girondins revenant au pouvoir ne méritent peut-être pas tous les éloges de Lamartine sur la grandeur et la générosité des défenseurs des droits de l'homme et des libertés. Comme le montre Augustin Cochin, la Terreur a des racines bien antérieures à 1793 et le 9 Thermidor est une des charnières importantes de notre histoire qui, pour citer François Furet, « [en] rendant au social son indépendance par rapport à l'idéologie, … nous fait passer de Cochin à Tocqueville ».